# Bette Davis

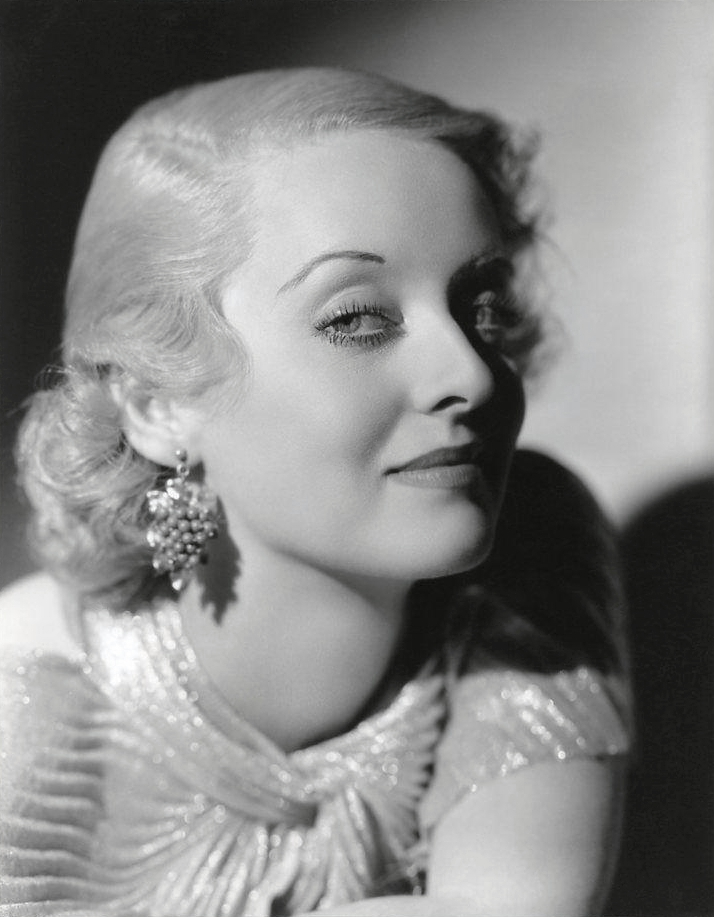
Bette Davis (1934)

Ruth Elizabeth „Bette“ Davis (* 5. April 1908 in Lowell, Massachusetts, Vereinigte Staaten; † 6. Oktober 1989 in Neuilly-sur-Seine, Frankreich) war eine US-amerikanische Bühnen- und Filmschauspielerin.
Bette Davis begann ihre Karriere am Theater, bevor sie 1930 nach Hollywood zog und bis 1989 in über einhundert Filmen mitspielte. Bekannt war sie vor allem für die Darstellung komplexer Charaktere. Auf dem Höhepunkt ihrer Karriere spielte Davis überwiegend in Filmdramen mit, deren Handlung sich zumeist um das tragische Schicksal der weiblichen Hauptfigur dreht. Sie war jedoch auch in Historienfilmen und in der Spätphase ihrer Karriere in Filmproduktionen, deren starke Grand-Guignol-Elemente mitunter die Grenze zum Horrorfilm streiften, zu sehen. Davis’ Markenzeichen waren ihre großen ausdrucksstarken Augen, ihre direkte Art und ihre allgegenwärtigen Zigaretten.
Bette Davis gewann zweimal den Oscar als beste Hauptdarstellerin und wurde acht weitere Male für den Preis in dieser Kategorie nominiert. Sie kämpfte stets mit Vehemenz gegen die Restriktionen des Studiosystems und um gute Rollen und mehr Mitspracherechte bei der Auswahl der Filmrollen. 1936 verklagte sie, wenn auch vergeblich, in einem aufsehenerregenden Prozess ihr Filmstudio Warner Brothers. Als erste Frau stand Bette Davis der Academy of Motion Picture Arts and Sciences als Präsidentin vor. Während des Zweiten Weltkriegs gründete sie mit anderen Schauspielern die Hollywood Canteen.
Als erste Filmschauspielerin wurde Bette Davis 1977 mit dem Lifetime Achievement Award des American Film Institutes (AFI) geehrt. Bei einer Umfrage des AFI aus dem Jahr 1999 wurde sie auf Platz zwei der größten amerikanischen weiblichen Filmstars gewählt. Sie war trotz diverser Krankheiten bis zu ihrem Tod eine Person des öffentlichen Lebens und trat aufgrund ihrer Beliebtheit beim Publikum häufig in amerikanischen Talkshows auf.
1983 schrieb Davis’ Tochter B. D. Hyman in dem stark umstrittenen Enthüllungsbuch My Mother’s Keeper über ihre negativen Kindheitserinnerungen.

## Leben und Werk

### Kindheit und frühe Karriere
Ruth Elizabeth Davis wurde in Lowell, Massachusetts, als Tochter von Ruth („Ruthie“) Favor und dem Rechtsanwalt Harlow Morrell Davis geboren. Ihre Schwester Barbara („Bobby“) wurde am 25. Oktober 1909 geboren. Die Familie war protestantischer Konfession und hatte englische, französische und walisische Wurzeln. 1915 trennten sich Davis’ Eltern. Im selben Jahr begann für die beiden Kinder die Schule an der Crestalban School in Lanesborough, Massachusetts.
Im Jahr 1921 zog Ruth Favor mit ihren Töchtern nach New York, wo sie als professionelle Porträtfotografin arbeitete, um die Familie zu ernähren. Zu dieser Zeit äußerte Davis zum ersten Mal den Wunsch, Schauspielerin zu werden. Inspiriert wurde sie vor allem durch Rudolph Valentino in Die vier Reiter der Apokalypse (1921) und Mary Pickford in Little Lord Fauntleroy (1921), auch änderte sie ihren Namen in „Bette“ in Anlehnung an Honoré de Balzacs La Cousine Bette. 1924 schickte Ruth Favor Davis ihre Töchter an das Northfield Seminary for Young Ladies, ein konfessionelles Mädchenpensionat. Ein Semester später wechselten die Mädchen an die Cushing Academy, eine Internatsschule in Ashburnham in Massachusetts.
1926 sah Davis am Repertory Theatre in Boston eine Theaterproduktion von Henrik Ibsens Die Wildente mit Peg Entwistle in der Hauptrolle. Jahre danach sagte sie über die Aufführung: „Vor der Vorstellung wollte ich Schauspielerin werden. Danach musste ich Schauspielerin werden … genau wie Peg Entwistle.“ Davis nahm an einem Vorsprechen für die Aufnahme in Eva Le Galliennes Manhattan Civic Repertory teil. Le Gallienne befand jedoch, dass Davis’ Einstellung zum Theater nicht ernsthaft genug sei, und lehnte die Aufnahme ab. Später wurde Davis, auch durch den Einsatz ihrer Mutter, an der John Murray Anderson School of Theatre angenommen. So durfte sie die Schule zunächst ohne Bezahlung besuchen, unter dem Versprechen, das Geld zu einem späteren Zeitpunkt zurückzuzahlen. Davis erhielt an der Schule unter anderem Tanzunterricht von Martha Graham.
Später verließ Davis die Murray Anderson School vorzeitig, obwohl sie ein Stipendium für das Studium erhalten hatte, um am Provincetown Playhouse für den Regisseur James Light zu arbeiten. Die Inszenierung wurde allerdings immer wieder verschoben, und sie musste sich vorübergehend nach einem neuen Engagement umsehen. Sie sprach für George Cukors Repertoire-Theatergesellschaft vor. Obwohl er nicht begeistert war, gab er Davis ihre erste bezahlte Theaterrolle als Revuetänzerin in dem Stück Broadway. Kurze Zeit darauf verletzte sich die weibliche Hauptdarstellerin Rose Lerner bei einer Aufführung, und Davis durfte den Part übernehmen.
Cukor und Davis hatten während ihrer Zusammenarbeit ein angespanntes Verhältnis. Seine Kritik und Ratschläge bezüglich ihrer Arbeit ließ Davis selten unkommentiert. Schließlich feuerte er sie. Nach dem darauffolgenden Sommer begannen die Arbeiten am Provincetown Playhouse Theatre in New York für das Stück The Earth Between von Eugene O’Neill. Gegen Ende der Spielzeit wurde Bette Davis ausgewählt, die Hedwig in Ibsens Die Wildente zu spielen. Die Washington Post lobte sie für ihre „exzellente“ Darstellung und widmete ihr als Theater-„Neuentdeckung“ ein kurzes Porträt. Anschließend an ihr Engagement dort gab Davis 1929 ihr Broadway-Debüt als rebellische Tochter von Donald Meek in der Komödie Broken Dishes, gefolgt von der Satire Solid South. Während einer Aufführung war ein Talentsucher der Universal Studios anwesend und lud sie zu Probeaufnahmen für die geplante Verfilmung des Bühnenstücks Strictly Dishonorable nach Hollywood ein.

### Von der Bühne zum Film 1931

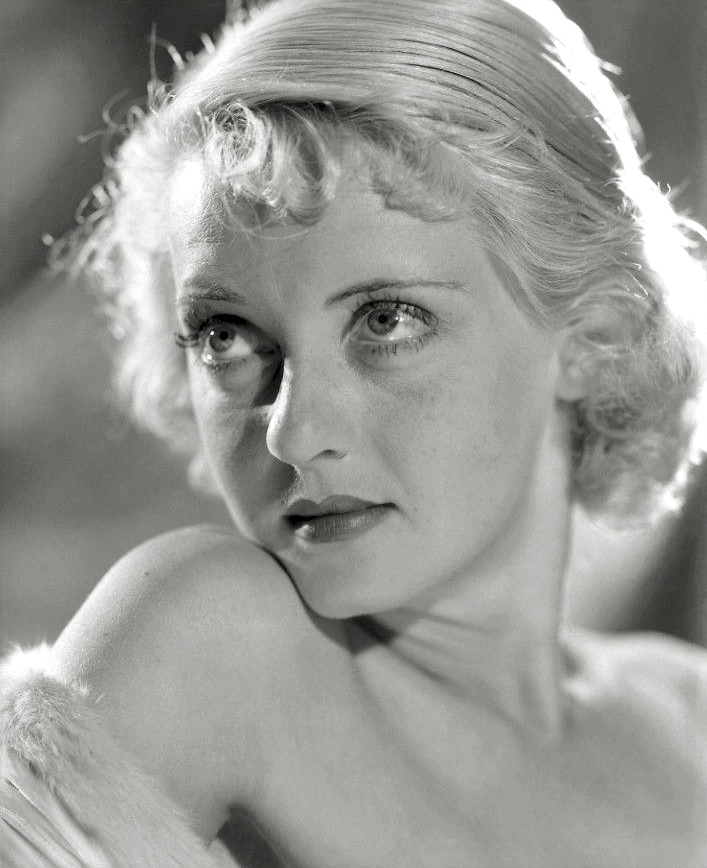
Bette Davis (1930er Jahre)

Davis erhielt die Rolle in Strictly Dishonorable (1931) nicht und konnte sich auch für den Film A House Divided (1931) nicht empfehlen. Sie wurde jedoch zum Testen weiterer Bewerber eingesetzt. In einem 1971 geführten Interview mit Dick Cavett erinnerte sie sich: „Ich war die […] schamhafteste Jungfrau, die jemals auf der Erde lebte. Sie legten mich auf eine Couch und ich testete fünfzehn Männer […] Sie mussten sich alle auf mich legen und mir einen leidenschaftlichen Kuss geben. Oh, ich dachte, ich muss sterben.“
Ihr Filmdebüt gab Davis schließlich in dem Remake The Bad Sister (1931), das keinen großen Erfolg hatte. Carl Laemmle, der damalige Chef der Universal Studios, wollte ihren Vertrag daraufhin nicht verlängern, doch der Kameramann Karl Freund bescheinigte ihm, dass Davis „reizende Augen“ habe, und so erhielt sie doch noch eine Vertragsverlängerung. Doch Davis’ nächste Rolle in Meine Kinder – mein Glück (1931) war zu klein, um damit Aufmerksamkeit zu erregen, und auch kleine Nebenrollen in Waterloo Bridge (1931) und Way Back Home (1932) verhalfen ihr nicht zum Durchbruch im Filmgeschäft. Anschließend arbeitete sie im Rahmen eines Loan-Outs bei Columbia Pictures für den Film The Menace (1932) und bei Capital Films für Hell’s House (1932).
Nach neun Monaten und sechs eher wenig erfolgreichen Filmen entschied Laemmle, ihren Vertrag nicht zu verlängern. Davis’ Hollywood-Karriere schien beendet, doch der einflussreiche Schauspieler George Arliss wählte sie für die weibliche Hauptrolle in The Man Who Played God (1932) aus. Der Film brachte Davis ihre erste ernstzunehmende Anerkennung in Hollywood ein. Die Saturday Evening Post schrieb über ihren Auftritt, sie sei nicht nur schön, sondern sprudele förmlich vor Anmut, und verglich sie mit Constance Bennett und Olive Borden. Die Warner-Brothers-Studios gaben ihr anschließend einen Vertrag mit einer Laufzeit von 26 Wochen mit der Option auf eine Verlängerung auf fünf Jahre. 1932 heiratete Davis in erster Ehe den Bandleader Harmon Nelson.
Durch ein erneutes Loan-Out erhielt Davis 1934 die Möglichkeit, die Rolle der Antiheldin Mildred Rogers in der RKO-Radio-Produktion Of Human Bondage zu übernehmen. Mildred, eine Kellnerin aus der Unterschicht, nutzt ihren verkrüppelten Liebhaber, gespielt von Leslie Howard, finanziell und sexuell aus und verlässt ihn mehrfach wegen anderer Männer. Das Studio hatte Schwierigkeiten, eine geeignete Schauspielerin für die Rolle zu finden, nachdem unter anderem die vorgesehene Ann Harding die Mitwirkung verweigert hatte. Davis bekam die Rolle und schaffte es, den Regisseur zu überzeugen, sie den Charakter möglichst realistisch spielen zu lassen. Am Ende erhielt sie teilweise hymnische Kritiken. So urteilte das Magazin Life: „Wahrscheinlich die beste Darstellung, die jemals von einer US-Schauspielerin auf der Leinwand gezeigt wurde.“ Davis erwartete, dass die positiven Rezensionen Warner Brothers ermutigen würden, ihr bessere Rollen anzubieten. Die Hoffnung zerschlug sich jedoch, und Jack Warner weigerte sich unter anderem, sie für den Film Es geschah in einer Nacht (1934) auszuleihen. Für Bette Davis waren weiterhin nur Rollen in kostengünstig produzierten Standardfilmen wie Housewife oder Nebenrollen neben etablierten männlichen Stars wie Paul Muni in Stadt an der Grenze vorgesehen.
Als Davis für ihre Leistung in Of Human Bondage nicht für den Oscar nominiert wurde, löste dies breite Proteste aus. Aufgrund des Aufruhrs im Vorfeld der Verleihung konnte zum einzigen Mal in der Geschichte des Academy Awards ein Kandidat gewählt werden, der ursprünglich nicht offiziell nominiert war. Am Ende gewann Claudette Colbert den Preis für Es geschah in einer Nacht. Nach der Preisverleihung wurde eine Änderung des Abstimmungsverfahrens festgelegt. Die Nominierungen werden seitdem nicht mehr durch ein kleines Komitee festgelegt, sondern durch alle in Frage kommenden Vertreter der Branche ausgewählt.

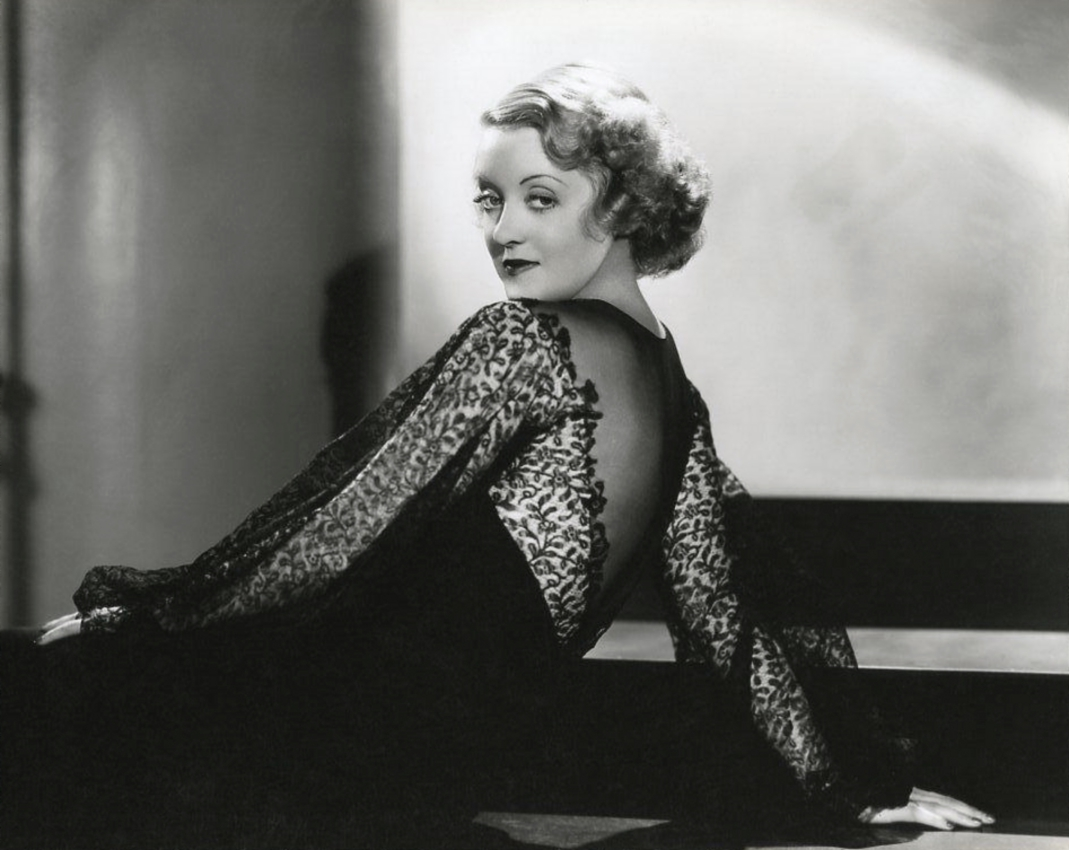
Bette Davis (1935)

1935 spielte Davis im Film Dangerous eine gescheiterte Schauspielerin und erhielt wieder sehr gute Rezensionen. Die New York Times bezeichnete sie sogar als „eine unserer interessantesten Filmschauspielerinnen“. Für ihre Darstellung gewann Davis den Academy Award als beste Hauptdarstellerin, sie kommentierte dies aber als eine verspätete Anerkennung für ihre Leistung in Of Human Bondage. Seit dieser Zeit gab sie stets an, sie habe dem Academy Award den Spitznamen „Oscar“ gegeben. Die Statue sehe ihrer Meinung nach genauso aus wie ihr Ehemann, dessen zweiter Vorname Oscar lautete. Diese Behauptung wies die Academy of Motion Picture Arts and Sciences wiederholt zurück.
Zu den wenigen anspruchsvollen Filmen dieser Zeit gehörte die Rolle einer idealistischen Kellnerin in Der versteinerte Wald, der Filmadaption des gleichnamigen Theaterstücks von Robert E. Sherwood. Davis gab an der Seite von Leslie Howard eine hochgelobte Darstellung. Den größten Eindruck hinterließ jedoch Humphrey Bogart als Gangster ohne Moralvorstellungen. Bette Davis war zunehmend frustriert über die geringe Qualität der angebotenen Rollen. Nachdem ihre nachfolgenden Filme The Golden Arrow und Der Satan und die Lady weder einen finanziellen noch einen künstlerischen Erfolg darstellten, entschloss sie sich zu einem weitreichenden Schritt, um ihrer Karriere eine neue Richtung zu geben.

### Rechtsstreit mit Warner Brothers
Davis war davon überzeugt, dass ihre Karriere durch eine Aufeinanderfolge mittelmäßiger Filme zerstört werde. Daher akzeptierte sie 1936 ein Angebot, in zwei Filmen des britischen Filmemachers Ludovico Toeplitz mitzuwirken, obwohl sie wusste, dass sie damit gegen ihren mit Warner Brothers geschlossenen Studiovertrag verstieß. Jack Warner stoppte ihr Mitwirken per einstweiliger Verfügung. Anschließend versuchte das Studio, die Angelegenheit außergerichtlich zu klären, doch das Vorhaben scheiterte an Davis’ Weigerung. Die Gerichtsverhandlung begann am 14. Oktober 1936 in London.
Davis’ wesentliche Anklagepunkte waren, dass ihr kein Mitspracherecht bei der Auswahl und Umsetzung ihrer Rollen gewährt wurde und sie zu viele Filme in kurzer Zeit drehen musste. Sie kritisierte ferner die schlechten Arbeitsbedingungen bei Warner Brothers, so wurden Arbeitszeiten nicht eingehalten und mussten die kostengünstig produzierten Filme zum Teil parallel und in kürzester Zeit gedreht werden. Des Weiteren beanstandete Davis die Tatsache, dass bei einer Suspendierung eine automatische Verlängerung des Vertrags um den Zeitraum der Freistellung erfolgte. Außerdem durfte sie ohne Genehmigung des Studios keine Auftritte in der Öffentlichkeit wahrnehmen und besaß nicht das Recht, vom Studio vorgeschriebene Termine abzusagen. Bei Prozessbeginn verlas der Warner Brothers vertretende Rechtsanwalt in seinem Eröffnungsplädoyer, das Gericht müsse zu der Schlussfolgerung kommen, dass es sich bei Davis um eine ungehorsame junge Frau handle, die lediglich mehr Geld begehre. Von der britischen Presse erhielt Davis, die nach einer Aussage des Anwalts von Warner Brothers ein Wochengehalt von 1.350 US-Dollar bezog, kaum Unterstützung. Sie porträtierte sie als überbezahlte und undankbare Schauspielerin. Der zuständige Richter am High Court of Justice sprach das Urteil letztlich zugunsten von Warner. Davis kehrte anschließend, durch die Gerichtskosten hoch verschuldet, nach Hollywood zurück, um ihre Karriere wieder aufzunehmen.

### Erfolg mit Warner Brothers ab 1937

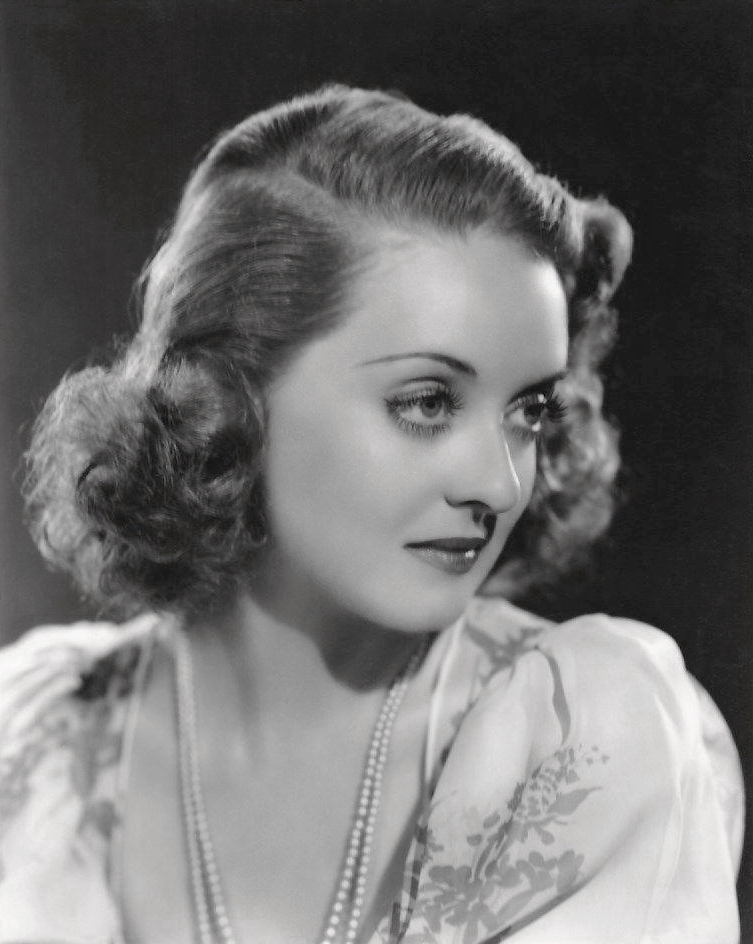
Bette Davis (1937)

Davis nahm ihre Arbeit mit dem Film Mord im Nachtclub wieder auf, der 1937 in den Verleih kam. In dem Gangsterdrama, das durch die Geschichte von Lucky Luciano inspiriert war, verkörperte sie eine Prostituierte, die sich aktiv für die Zerschlagung eines Kriminellenrings einsetzt. Der Film bekam aufgrund seiner offenen Darstellung von Prostitution und organisiertem Verbrechen erhebliche Probleme mit der Zensurbehörde. Bette Davis wurde für ihre Darstellung von den Kritikern erneut sehr gelobt. Nachdem der bisherige weibliche Topstar des Studios, Kay Francis, nach einem erbitterten Rechtsstreit keine guten Rollen mehr bekam, gingen viele ursprünglich für Francis vorgesehene Projekte jetzt an Bette Davis, wie Drei Schwestern aus Montana oder Opfer einer großen Liebe.
Während der Dreharbeiten zum Filmdrama Jezebel – Die boshafte Lady (1938) begann Davis eine Affäre mit dem Regisseur William Wyler. Später beschrieb sie ihn mehrfach als die Liebe ihres Lebens. Der Film war sehr erfolgreich, und die Darstellung einer verwöhnten Südstaatenschönheit brachte Davis ihren zweiten Academy Award ein. Der Presse ließ dies Raum für Spekulationen, dass sie möglicherweise für die Rolle der Scarlett O’Hara in der Verfilmung von Vom Winde verweht vorgesehen sei. Der Produzent David O. Selznick wollte jedoch eine weniger bekannte Schauspielerin verpflichten und gab Vivien Leigh den Vorzug.

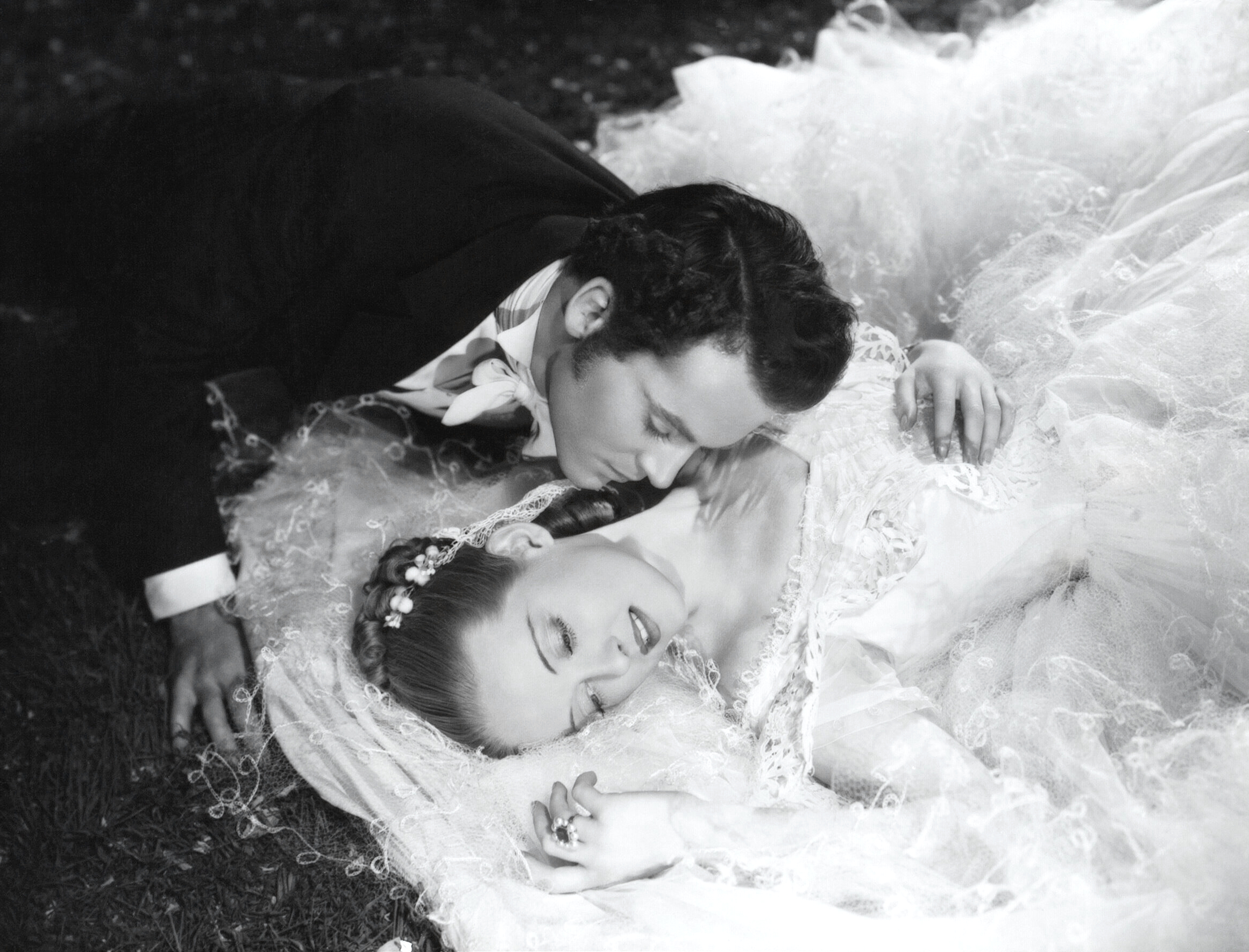
Bette Davis und Henry Fonda in Jezebel – Die boshafte Lady (1938)

Jezebel markierte den Beginn von Davis’ erfolgreichster Karrierephase. In den folgenden Jahren war sie mehrfach auf der Quigley-Liste der zehn kommerziell erfolgreichsten Stars der Vereinigten Staaten vertreten. Der geringe Erfolg ihres Ehemanns hingegen führte zu einer Ehekrise. Als er 1938 die Gewissheit erhielt, dass seine Frau ihn mehrfach betrogen hatte, ließ er sich scheiden. Davis war dementsprechend während ihres nächsten Films Opfer einer großen Liebe, der Anfang 1939 in den Verleih kam und das Schicksal einer Frau erzählt, die nur noch ein Jahr zu leben hat und noch ein paar glückliche Tage erlebt, emotional sehr aufgewühlt und überlegte auszusteigen. Der Produzent Hal B. Wallis konnte sie schließlich überzeugen, ihre Verzweiflung auf ihr Spiel vor der Kamera zu lenken. Der Film war eine der erfolgreichsten Produktionen des Jahres, und Davis erhielt eine weitere Academy-Award-Nominierung. Den Preis gewann jedoch Vivien Leigh für die Rolle der Scarlett O’Hara. In späteren Jahren bekannte Davis, dass sie in Opfer einer großen Liebe ihre Lieblingsrolle gespielt habe.
Im Verlauf des Jahres 1939 trat Bette Davis noch in drei weiteren kommerziell erfolgreichen Filmen auf. In Die alte Jungfer spielte sie an der Seite von Miriam Hopkins eine junge Frau, die ihr Kind von ihrer Cousine aufziehen lassen muss. Der Historienfilm Juarez präsentierte sie als die tragische Charlotte von Belgien. In ihrem ersten Farbfilm Günstling einer Königin war sie als Elisabeth I. neben Errol Flynn zu sehen. Der Film Hölle, wo ist dein Sieg (1940) wurde zu ihrem bis dahin finanziell erfolgreichsten Film, während Das Geheimnis von Malampur (1940) vom Fachmagazin The Hollywood Reporter als einer der besten Filme des Jahres bezeichnet wurde. Privat lernte Davis den aus Neuengland stammenden Gastwirt Arthur „Farney“ Farnsworth kennen. Die beiden heirateten am 31. Dezember 1940.
Im Januar 1941 wurde Davis die erste weibliche Vorsitzende der Academy of Motion Picture Arts and Sciences. Sie verärgerte die Komiteemitglieder jedoch durch ihr forsches Auftreten und ihre radikalen Änderungsvorschläge. Bereits nach wenigen Monaten trat sie resigniert von ihrem Amt zurück. Ihr Nachfolger Jean Hersholt erwies sich als durchsetzungsstärker und setzte viele Ideen, die sie während ihrer Amtszeit angeregt hatte, in die Tat um. Zu dieser Zeit war Davis der erfolgreichste weibliche Star von Warner Brothers und hatte ein Erstzugriffsrecht auf alle Hauptrollen. 1941 nahm Davis das Angebot des Produzenten Samuel Goldwyn an, im Rahmen eines Loan-Out in der William-Wyler-Verfilmung von Lillian Hellmans Stück Die kleinen Füchse mitzuspielen. Davis erhielt für ihre Darstellung einer skrupellosen Ehefrau eine weitere Nominierung für den Academy Award, verlor jedoch gegen Joan Fontaine in Verdacht.

### Zweiter Weltkrieg
Nach dem Angriff auf Pearl Harbor verbrachte Davis die ersten Monate des Jahres 1942 damit, Kriegsanleihen zu verkaufen. Innerhalb von zwei Tagen verkaufte sie Anleihen im Wert von zwei Millionen US-Dollar, ebenso ein Bild von sich selbst aus Jezebel für 250.000 US-Dollar. Davis versuchte sich zu Kriegszeiten vielfältig zu engagieren. So trat sie unter anderem als einziges weißes Ensemblemitglied in einer Schauspielgruppe neben Hattie McDaniel, Lena Horne und Ethel Waters auf, um die afro-amerikanischen Soldaten der US-amerikanischen Armee zu unterhalten. Auf John Garfields Vorschlag hin, in Hollywood einen Soldatenclub zu eröffnen, baute Davis mit Hilfe von Kollegen einen alten Nachtclub in die Hollywood Canteen um. Hollywoods größte Stars traten dort auf, um die amerikanischen Soldaten zu unterhalten. Später sagte sie über ihr Engagement: „Es gibt nur ein paar Leistungen in meinem Leben, auf die ich aufrichtig stolz bin. Die Hollywood Canteen ist eine davon.“
Einen ihrer größten finanziellen und künstlerischen Erfolge hatte Bette Davis mit Reise aus der Vergangenheit aus dem Jahr 1942. Warner Brothers hatten für die Rolle der unterdrückten Tochter aus bester Familie, die durch die Liebe zu einem verheirateten Mann ein neues Leben beginnt, ursprünglich die ohne festen Studiovertrag arbeitende Schauspielerin Irene Dunne vorgesehen. Doch Davis überzeugte Jack Warner letztlich davon, ihr die Rolle zu geben. Zum fünften Mal hintereinander wurde Davis für ihre Leistung für den Oscar nominiert, verlor aber gegen Greer Garson in Mrs. Miniver.
Auf eigenen Wunsch spielte Bette Davis 1943 die Ehefrau von Paul Lukas in Die Wacht am Rhein, der Verfilmung eines Propagandastücks von Lillian Hellman, in dem sie sehr deutlich auf die schwierigen Verhältnisse im zeitgenössischen Deutschland hinweist. Der Drehbuchautor Dashiell Hammett erweiterte den im Stück lediglich als Nebenrolle angelegten Part der Ehefrau, doch war die Schauspielerin am Ende trotzdem unzufrieden mit dem Ergebnis und die Dreharbeiten verliefen wenig erfreulich. Daneben war Davis auch in zwei zeitgenössischen Revuefilmen zu sehen, deren Erlöse für karitative Zwecke verwandt wurden. In Thank Your Lucky Stars aus dem Jahr 1943 singt und tanzt Davis während ihrer Solonummer They’re Either Too Young or Too Old. Die Schauspielerin besingt darin den Männermangel in der Gesellschaft, da die wehrfähigen Männer im Zuge des Zweiten Weltkriegs eingezogen wurden. In Hollywood Canteen trat Bette Davis ebenfalls als sie selbst auf und erklärte im Verlauf der Handlung die Aufgabe der von ihr mitgegründeten Einrichtung im Rahmen der Truppenbetreuung.
Nachdem es unter anderem Norma Shearer und Margaret Sullavan ablehnten, neben Bette Davis lediglich die zweite weibliche Hauptrolle zu spielen, kam es bei In Freundschaft verbunden zu einem erneuten Aufeinandertreffen von Davis und Miriam Hopkins. Das Melodrama erzählt die spannungsreiche Freundschaft zweier Frauen, die einer harten Probe unterworfen wird, nachdem eine von beiden zur erfolgreichen Buchautorin wird und auch noch Konflikte um die Liebe eines Mannes aufkommen. Die tatsächliche Rivalität zwischen Davis und Hopkins war so stark, dass der ursprünglich verpflichtete Regisseur Edmund Goulding nach Beginn der Dreharbeiten auf eigenen Wunsch ausschied und Vincent Sherman die Produktion zu Ende brachte.
Am 23. August 1943 brach Davis’ zweiter Ehemann, Arthur Farnsworth, auf offener Straße zusammen und starb zwei Tage später im Krankenhaus. Davis wurde daraufhin angeboten, den Drehstart für ihren nächsten Film Das Leben der Mrs. Skeffington (1943) zu verschieben, doch sie bat lediglich um eine Woche Aufschub. Während der Dreharbeiten waren ihre Launen nicht vorhersehbar und sie lag in einem ständigen Disput mit dem Regisseur Vincent Sherman und dem Texter Julius J. Epstein. So erhielt sie für ihr exzentrisch überzogenes Auftreten in dem Film sehr gemischte Kritiken, allerdings auch eine weitere Academy-Award-Nominierung.

### Langsam nachlassender Erfolg ab 1945
Ab Mitte der Dekade bekam Bette Davis zunehmend Konkurrenz um gute Rollen durch andere Schauspielerinnen, nachdem das Studio neben Joan Crawford auch mit Barbara Stanwyck und Rosalind Russell Verträge über eine bestimmte Anzahl von Filmen vereinbart hatte. Crawford gewann schließlich für ihre Darstellung in Solange ein Herz schlägt aus dem Jahr 1945 den Oscar als beste Hauptdarstellerin, während Davis für Das grüne Korn bei den Nominierungen leer ausging. Die Rolle einer idealistischen älteren Lehrerin, die aufopferungsvoll gegen den Bildungsnotstand in einem walisischen Bergwerksort ankämpft, wurde von Ethel Barrymore mit Erfolg auf der Bühne gespielt. Bette Davis musste sich unter anderem von dem renommierten Filmkritiker James Agee den Vorwurf gefallen lassen, eine Fehlbesetzung zu sein und schauspielerisch unter ihren Möglichkeiten zu bleiben. Das grüne Korn war 1945 der einzige Film, den Davis drehte. Im selben Jahr heiratete Davis den Künstler William Grant Sherry.
Die große Lüge (1946) war Davis’ nächster Film und der erste, den sie mit ihrer eigenen Produktionsfirma B. D. Productions drehte. Das Drehbuch dafür ließ sich Davis von Catherine Turney schreiben, ihre Co-Stars wählte sie selbst aus. Bei den Kritikern fand der Film wenig Anklang, in den Kinos kam Die große Lüge hingegen trotzdem gut an. Ihr darauf folgender Film Trügerische Leidenschaft (1946) war ihr erster Film seit Günstling einer Königin aus dem Jahr 1939, der einen Verlust aufwies.
Die schwangere Davis zog sich bis zur Geburt ihrer Tochter Barbara Davis Sherry (später bekannt als B. D. Hyman, * 1. Mai 1947) ins Privatleben zurück. Nach ihrer Rückkehr bot man ihr die weibliche Hauptrolle in African Queen (1951) an. Als sie erfuhr, dass der Film in Afrika gedreht werden sollte, lehnte sie ab. Die Rolle übernahm später Katharine Hepburn. Davis weigerte sich ebenfalls, neben Joan Crawford in Women Without Men mitzuspielen. Das Projekt wurde 1950 mit Eleanor Parker unter dem Titel Frauengefängnis realisiert. Auch die Pläne, an der Seite von Joan Crawford und Gary Cooper in der Verfilmung von Edith Whartons Ethan Frome mitzuwirken, scheiterten an Davis’ Weigerung. Sie schlug dem Studiochef Jack Warner im Gegenzug erfolglos eine Filmbiografie von Mary Todd Lincoln vor. 1947 war Davis mit einem Einkommen von 328.000 US-Dollar die bestbezahlte Frau des Landes.
Ihr erster Film nach der Geburt ihrer Tochter war Winter Meeting, der 1948 in den Verleih kam. Davis bereute anschließend ihr Mitwirken an dem Film. Sie zweifelte an dem schauspielerischen Talent ihres Kollegen Jim Davis und ihr missfiel, dass einige mit ihr geplante Szenen nicht verwirklicht wurden. Ein Kritiker urteilte: „von allen schrecklichen Dilemmas, in denen Frau Davis steckte […] ist dies wahrscheinlich das schlimmste.“ Der Film bescherte Warner Brothers am Ende über eine Million US-Dollar Verlust. Auch die Komödie Die Braut des Monats, die sie neben Robert Montgomery präsentierte, war kein Erfolg an der Kinokasse. Die Kritiken waren durchwachsen und Davis wurde bescheinigt, schauspielerisch nicht über die notwendige Leichtigkeit zu verfügen, um glaubhaft Komödien spielen zu können.
Neben dem finanziellen Misserfolg ihrer beiden letzten Filme musste Bette Davis auch erkennen, dass Jane Wyman und Doris Day zu den populärsten weiblichen Stars des Studios aufstiegen. Die Gründe für den rapiden Niedergang ihrer Karriere waren vielfältig und trafen auch andere Schauspielerinnen ihrer Generation wie Barbara Stanwyck und Katharine Hepburn. Galt Bette Davis zu Beginn des Jahrzehnts neben Greer Garson als die „Doyenne des romantischen Melodramas“, übernahmen in den Folgejahren Olivia de Havilland und Ingrid Bergman diese Position. Auch Joan Fontaine und Susan Hayward spielten jetzt erfolgreich in Filmen über dramatische Frauenschicksale, die bislang Bette Davis vorbehalten waren.
Das Studio hatte nichtsdestotrotz weiterhin Vertrauen in Bette Davis’ Zugkraft an der Kinokasse und 1949 einigten sich beide Seiten auf einen lukrativen Vertrag für vier weitere Filme. Der erste war Der Stachel des Bösen (1949). Die Schauspielerin war jedoch mit dem Drehbuch und dem Regisseur King Vidor sehr unzufrieden und spielte erst weiter, nachdem Warner ihr zugesichert hatte, sie nach Beendigung der Produktion aus ihrem Vertrag zu entlassen. Ihre Karriere schien beendet, und so schrieb der Los Angeles Examiner über ihren letzten Warner-Film: „Ein unwürdiges Finale einer brillanten Karriere.“

### Beginn einer unabhängigen Karriere
1949 zerstritten sich Davis und ihr damaliger Ehemann Sherry. Sie erhielt zu dieser Zeit kaum Filmangebote, bis Darryl F. Zanuck dringend einen Ersatz für die Rolle der Margo Channing in Alles über Eva (1950) brauchte, weil sich Claudette Colbert verletzt hatte. Die Tragikomödie war mit 14 Nominierungen und sechs Auszeichnungen der erfolgreichste Film bei der Oscarverleihung 1951 und bescherte Davis ein unerwartetes Comeback. Sie gewann für ihre Darstellung die Auszeichnung als beste Schauspielerin beim Filmfestival von Cannes und den New York Film Critics Circle Award. Der Regisseur Joseph L. Mankiewicz sagte später über die Arbeit mit Davis: „Sie war weit mehr als großartig. Sie war fantastisch.“ Aus dem Film Alles über Eva stammt auch ihr berühmtestes Filmzitat: „Fasten your seatbelts, it’s going to be a bumpy night.“ (dt.: Bitte anschnallen, meine Herrschaften. Ich glaube, es wird eine stürmische Nacht.)
Am 3. Juli 1950 war die Scheidung von William Sherry vollzogen. 25 Tage später heiratete Davis ihren Schauspielkollegen Gary Merrill aus Alles über Eva. Mit Sherrys Erlaubnis konnte Merrill anschließend Davis’ Tochter B. D. adoptieren. Auch ein Mädchen namens Margot adoptierten die beiden. 1952 folgte die Adoption eines Jungen namens Michael.
In Großbritannien standen Merrill und Davis für den Film Gift für den Anderen (1951) erneut gemeinsam vor der Kamera. Die Kritiker bewerteten den Film negativ und die amerikanische Presse prophezeite Davis bereits ihr nächstes Karriereende – trotz ihrer erneuten Academy-Award-Nominierung für The Star (1952). So ließ sie sich für die Broadway-Revue Two’s Company von Jules Dassin engagieren. Mangels Ausbildung und Erfahrung überzeugte sie auf der Bühne jedoch nicht. Hinzu kam, dass Davis schwer erkrankte. Im Verlauf der 1950er Jahre drehte sie deshalb nur wenige Filme, die dazu noch wenig erfolgreich waren. Der Londoner Kritiker Richard Winninger urteilte über sie: „Frau Davis, die mehr Mitspracherecht hat als die meisten anderen Stars, scheint dem Egoismus verfallen zu sein […] Nur schlechte Filme sind gut genug für sie.“ Bei ihrer Tochter Margot wurde indes eine Schädigung des Gehirns festgestellt, die sie sich wahrscheinlich während oder kurz nach ihrer Geburt zugezogen hatte. Davis und Merrill gaben Margot in eine Spezialanstalt. Das Familienleben war damals von Streit, Gewalt und Alkohol geprägt. 1960 kam es zur Scheidung.
1961 akzeptierte Davis das Angebot, die Obdachlose Apple Annie in Frank Capras Film Die unteren Zehntausend (ein Remake von Lady für einen Tag aus dem Jahr 1933) zu spielen. Eine Broadway-Rolle neben Margaret Leighton und Patrick O’Neal in Die Nacht des Leguan spielte sie anschließend nur kurze Zeit, denn erneut gab es Streitigkeiten mit anderen Darstellern. In der späteren Verfilmung des Stoffes durfte sie nicht mehr mitwirken.

### Erneuter Erfolg ab 1962

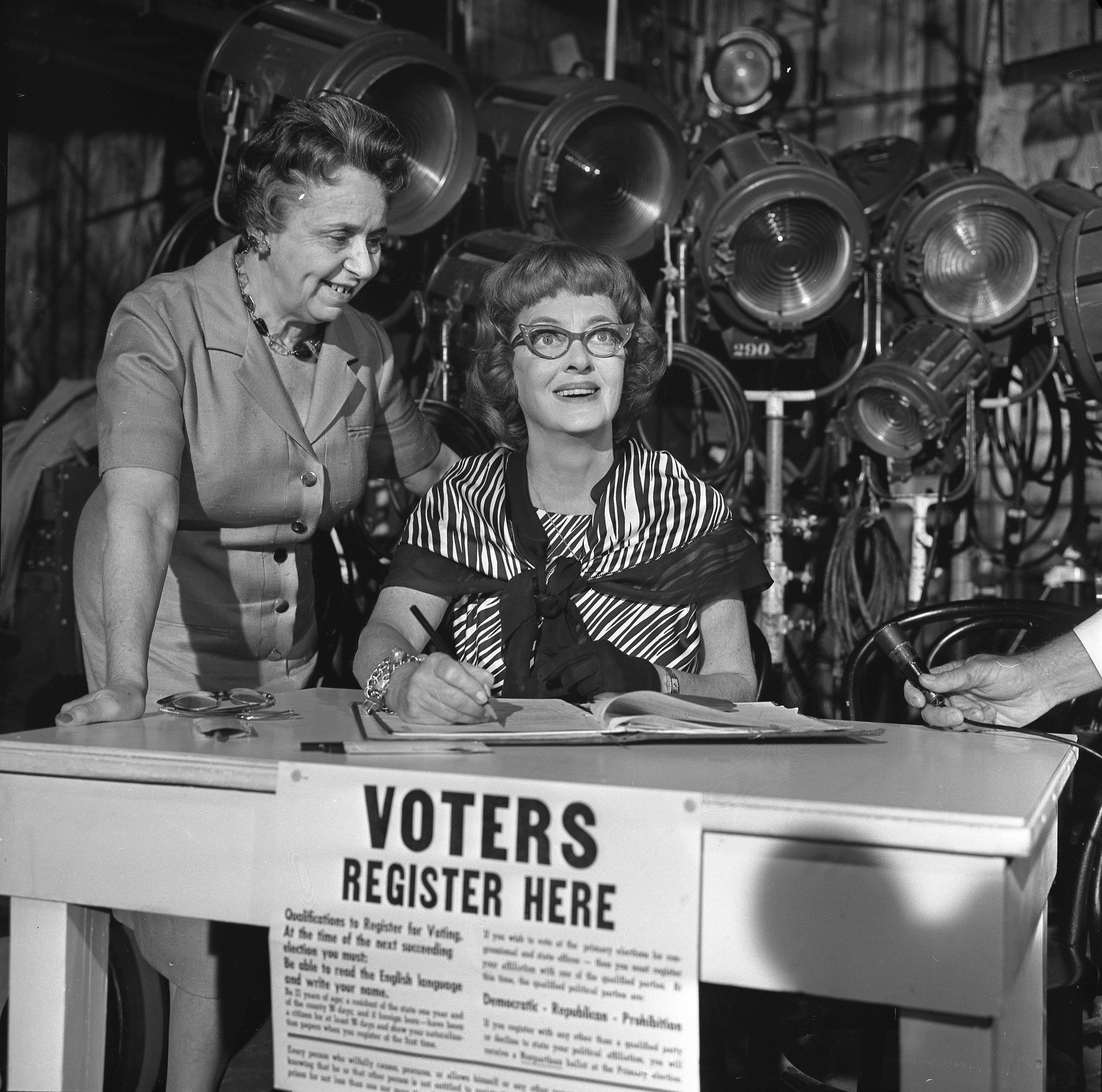
Bette Davis (1964)

Einen erneuten großen kommerziellen und auch künstlerischen Erfolg erlangte Davis durch ihr Mitwirken in Was geschah wirklich mit Baby Jane? (1962). Es war ihr einziger Film, den sie mit ihrer Konkurrentin Joan Crawford drehte. Damit das Projekt überhaupt realisiert werden konnte, verzichteten beide Hauptdarstellerinnen zunächst auf einen Teil ihrer Gage, handelten im Gegenzug aber eine prozentuale Gewinnbeteiligung aus. Davis erhielt für ihre Darstellung des ehemaligen Kinderstars Baby Jane Hudson, die ihre auf einen Rollstuhl angewiesene Schwester Blanche quält, ihre zehnte und letzte Nominierung für den Academy Award als beste Hauptdarstellerin sowie ihre einzige Nominierung für den Preis der Britischen Filmakademie.
Im Kriminalfilm Der schwarze Kreis (1964) verkörperte Davis Zwillingsschwestern. Für die damalige Zeit war der Film aufwändig und erforderte eine spezielle Kameratechnik. Ihr nächstes Engagement fand sie in dem Drama Wohin die Liebe führt (1964). Abermals erschwerten Wortgefechte mit ihrer Filmpartnerin, diesmal Susan Hayward, die Dreharbeiten. Davis’ letzten großen Erfolg in den 1960er Jahren markierte Robert Aldrichs Baby-Jane-Fortsetzung Wiegenlied für eine Leiche (1964). Aldrich begann die Produktion erneut mit Joan Crawford als Davis’ Gegenspielerin. Crawford erkrankte jedoch und wurde auf Davis’ Vorschlag hin durch Olivia de Havilland ersetzt. Der Film war ein beachtlicher Erfolg, der zahlreiche Oscar-Nominierungen erhielt.
1964 wirkte Bette Davis auch in einer Pilotfolge für Aaron Spellings neue Sitcom The Decorator mit. Der Film wurde jedoch nie ausgestrahlt und das Projekt beendet. Im weiteren Verlauf der 1960er Jahre war sie in einigen britischen Produktionen zu sehen: War es wirklich Mord? (1965), Die Giftspritze (1968) und Das Durchgangszimmer (1970). Der Erfolg hielt sich in Grenzen und ihre Karriere kam erneut ins Stocken.

### Späte Karriere ab den 1970er Jahren

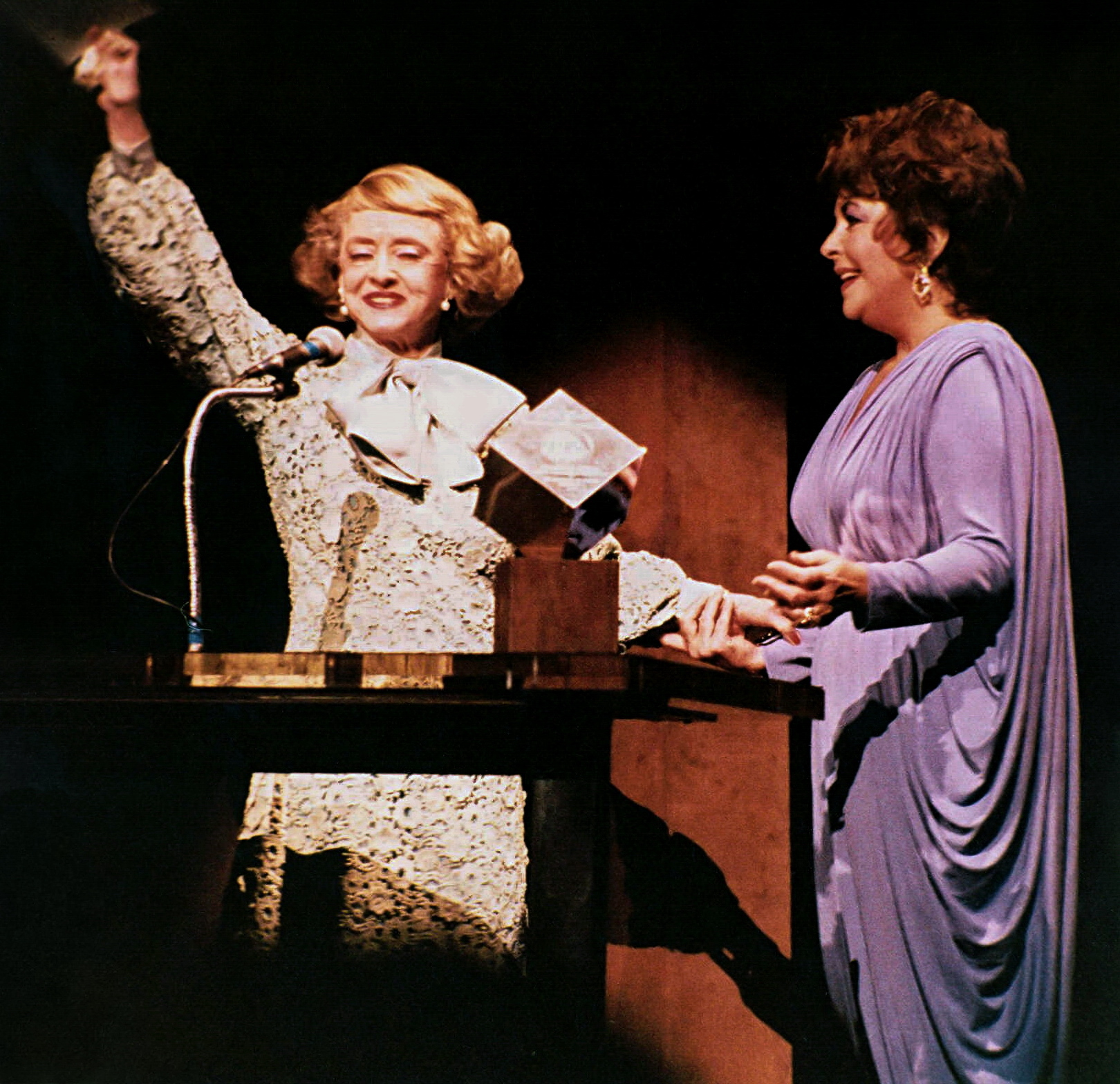
Bette Davis gemeinsam mit Elizabeth Taylor (1981)

1972 übernahm Davis Hauptrollen in zwei Pilotfilmen für mögliche Fernsehserien, zunächst in In den Fängen der Madame Sin mit Robert Wagner und anschließend in The Judge and Jake Wyler mit Joan Van Ark. Aus beiden Filmen entstanden allerdings keine Serien.
Zwei Jahre danach gab Davis in einer modernisierten Fassung von Das Korn ist grün ihr Comeback am Broadway. Das Stück war trotz schlechter Kritiken sehr gut besucht. Für die zu diesem Zeitpunkt 66-jährige Davis waren die Strapazen ständiger Bühnenauftritte allerdings zu hoch. Aufgrund einer Rückenverletzung schied sie aus der Produktion aus.
Nach einem Jahr Drehpause kehrte Davis 1976 wieder auf die Leinwand zurück. Sie übernahm Nebenrollen in den Filmen Landhaus der toten Seelen mit Karen Black und The Disappearance of Aimee mit Faye Dunaway. Abermals kam es zu Streit mit den Mitwirkenden. Davis kritisierte vor allem den mangelnden Respekt gegenüber ihrer Person und das fehlende professionelle Benehmen am Set.
Für das Fernsehen bekam Davis zu dieser Zeit viele Rollenangebote, sodass sie selbst entscheiden konnte, welche sie annahm und welche nicht. Zu sehen war sie unter anderem in der Fernsehserie The Dark Secret of Harvest Home (1978) und in dem Agatha-Christie-Film Tod auf dem Nil (1978). Einen Emmy erhielt sie für ihre Darstellung in Heimkehr einer Fremden (1979) sowie weitere Nominierungen für ihre Leistungen in White Mama (1980) und Kleine Gloria – Armes reiches Mädchen (1982). Auch wirkte Davis in zwei Disney-Filmen mit. Weitere Fernsehfilme mit ihr waren Die Lady (1981) zusammen mit ihrem Enkel J. Ashley Hyman, Ein Piano für Mrs. Cimino (1982) und Am Ende des Weges (1983) mit James Stewart.

### Letzte Lebensjahre

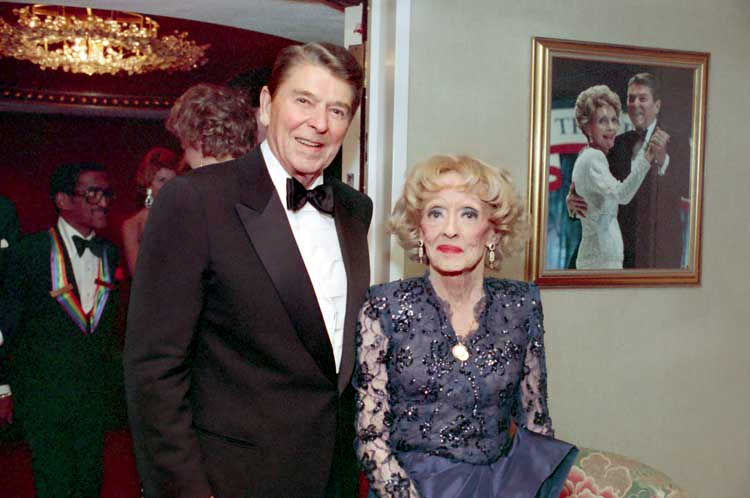
Davis mit Ronald Reagan (1987)

Nachdem Davis 1983 die Pilotepisode zu der Fernsehserie Hotel gedreht hatte, wurde bei ihr Brustkrebs diagnostiziert. Später im Krankenhaus lähmte ein Schlaganfall ihre rechte Gesichtshälfte und ihren linken Arm, außerdem wurde ihr Sprachvermögen stark eingeschränkt. Sie begann anschließend eine langwierige Physiotherapie. Nach einer gewissen Besserung der Lähmungen kehrte sie nach Hause zurück, brach sich aber bei einem Sturz die Hüfte.
Das Verhältnis zwischen Davis und ihrer Tochter B. D. Hyman verschlechterte sich in dieser Zeit, denn Hyman wollte ihre Mutter der christlichen Erweckungsbewegung zuführen. Davis reiste nach ihrer Genesung nach Großbritannien, um in dem Agatha-Christie-Film Mord mit doppeltem Boden (1985) mitzuspielen, und erfuhr bei ihrer Rückkehr, dass Hyman plante, eine Biografie zu veröffentlichen.
Das Buch trug später den Titel My Mother’s Keeper und schildert in chronologischer Reihenfolge Ereignisse einer schwierigen Mutter-Tochter-Beziehung, geschrieben von einer Tochter, die unter der herrischen Art und Trunksucht der Mutter zu leiden hatte. Mehrere Freunde und Anhänger von Bette Davis bezeichneten die beschriebenen Erlebnisse als inkorrekt und Mike Wallace veranlasste die Wiederholung eines 60-Minutes-Interviews mit B. D. Hyman, das einige Jahre zuvor aufgezeichnet worden war. Dort sagt diese aus, dass sie viele Mutterfähigkeiten von Davis für sich angenommen habe und sie auch bei der Erziehung ihrer eigenen Kinder anwende. Sogar Davis’ Ex-Ehemann Merrill ließ in einem CNN-Interview verlauten, dass die Motive von Hyman „Grausamkeit und Habgier“ seien.
Davis’ zweite Autobiografie mit dem Titel This ’n That schließt mit einem offenen Brief an ihre Tochter. Darin unterstellt sie Hyman „einen großen Mangel an Loyalität und Dankbarkeit für das äußerst privilegierte Leben, was ich meine, dir gegeben zu haben“. Der Brief endet mit einer Anspielung auf das Buch ihrer Tochter: „Wenn es um Geld geht und meine Erinnerungen richtig sind, war ich die ganzen Jahre dein Beschützer. Und ich ergänze, dass mein Name dein Buch über mich zu einem Erfolg gemacht hat.“ Davis sprach für den Rest ihres Lebens nie mehr mit ihrer Tochter und enterbte sie umgehend.

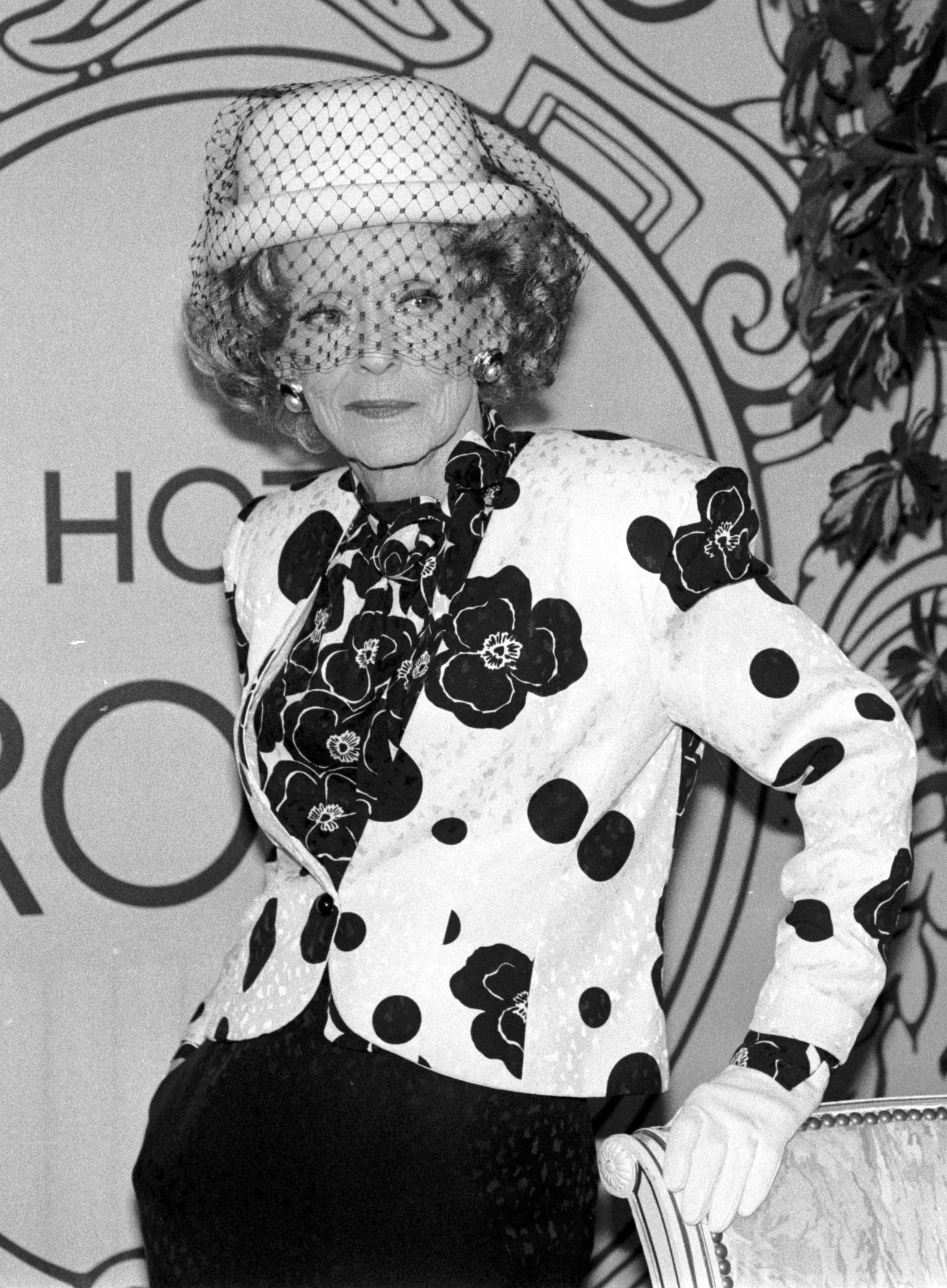
Davis beim Filmfestival in Deauville (1987)

Anschließend spielte Davis noch in dem Fernsehfilm All Summers Die (1986) mit sowie in Lindsay Andersons Wale im August (1987), wo sie die blinde Schwester von Lillian Gish verkörperte. Der Film brachte überwiegend anerkennende Kritiken ein. Ihre letzte Rolle war die der Miranda Pierpoint in Larry Cohens Tanz der Hexen (1989). Ihr Gesundheitszustand ließ es jedoch nicht zu, den Film zu Ende zu drehen, stattdessen wurde der Rolle von Barbara Carrera mehr Raum im Film gewährt. Tanz der Hexen wurde erst nach Davis’ Tod veröffentlicht.
Während der American Cinema Awards von 1989 brach Davis zusammen. Sie musste erkennen, dass der Krebs zurückgekommen war. Trotzdem reiste sie nach Spanien, um eine Ehrung beim Festival Internacional de Cine de San Sebastián entgegenzunehmen. Während des Aufenthalts verschlechterte sich ihr Gesundheitszustand rapide. Da sie körperlich nicht in der Lage war, die Heimreise in die Vereinigten Staaten anzutreten, ging sie nach Frankreich, wo sie am 6. Oktober 1989 im Amerikanischen Krankenhaus in Neuilly-sur-Seine starb. Sie wurde im Forest Lawn Memorial Park neben ihrer Mutter Ruth und ihrer Schwester Bobby beerdigt. Ihre Grabinschrift lautet „She did it the hard way“ (dt.: Sie nahm den harten Weg). Diesen Ausspruch hatte ihr Joseph L. Mankiewicz kurz nach Beendigung der Dreharbeiten zu Alles über Eva vorgeschlagen.

## Bette Davis Foundation
Im Jahr 1997 gründeten Davis’ Testamentsvollstrecker Michael Merrill, ihr Sohn und ihre ehemalige Assistentin Kathryn Sermak die Bette Davis Foundation, die mit Collegestipendien junge Schauspieler und Schauspielerinnen fördert. Seit 1999 zeichnet die Foundation jedes Jahr einen Schauspielstudenten des Boston University College of Fine Arts mit dem Bette-Davis-Preis und einem Stipendium aus. Die bis dato berühmteste Preisträgerin ist Ginnifer Goodwin, die 2001 die Auszeichnung erhielt und 2005 in dem sechsfach für den Oscar-nominierten Film Walk the Line mitwirkte.
In unregelmäßigen Abständen verleiht die Bette Davis Foundation den Bette Davis Lifetime Achievement Award. 1999 erhielt Meryl Streep die Auszeichnung, 2002 Prinz Edward und 2008 Susan Sarandon. Anlässlich Davis’ 100. Geburtstages erhielt Lauren Bacall die Bette Davis Medal of Honor. Im Jahr 2014 wurde Geena Davis mit dem Lifetime Achievement Award ausgezeichnet.

## Wirkung und Rezeption

### Äußeres Erscheinungsbild

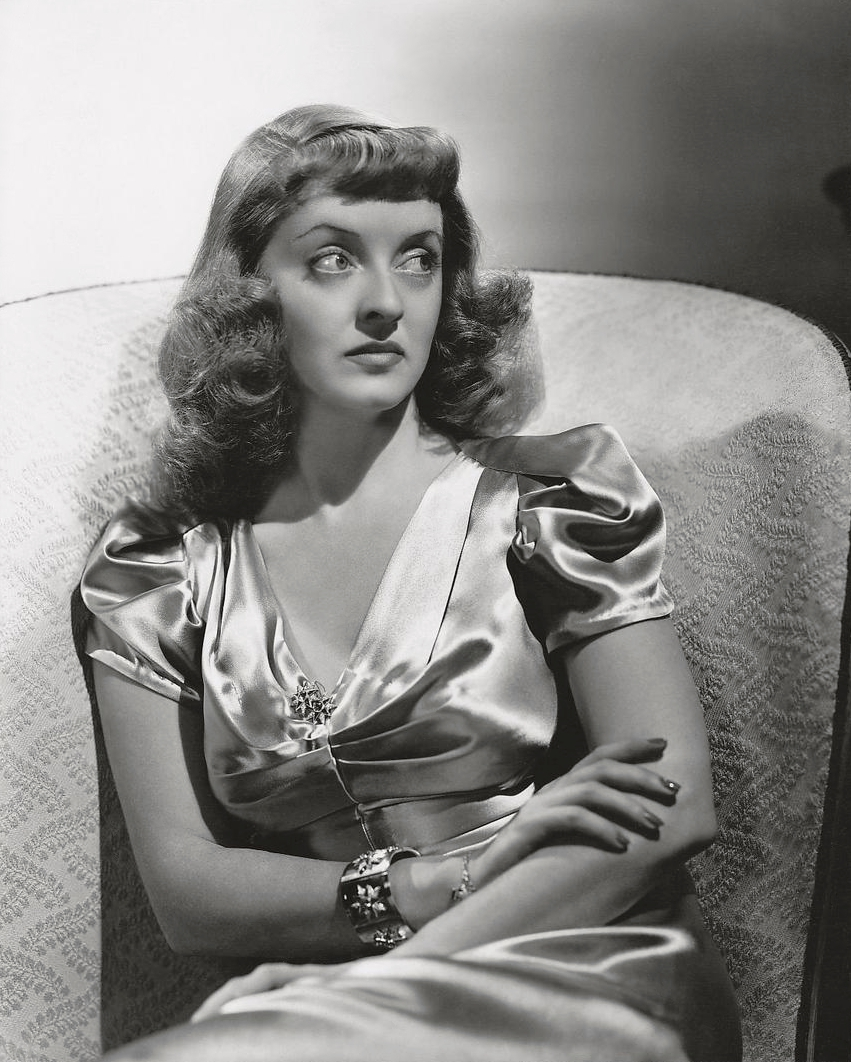
Bette Davis (um 1938)

Davis entsprach äußerlich nicht dem Bild einer klassischen Filmschauspielerin ihrer Zeit. Alles in ihrem Gesicht schien ein wenig zu groß geraten. Vor allem ihre Augen hatten einen hohen Wiedererkennungswert. So hob sie sich deutlich von damaligen populären Schönheitsidealen ab, die von Stars wie Greta Garbo oder Marlene Dietrich personifiziert wurden. Bei ihrer Anreise in Hollywood 1930 erkannte ein Studiomitarbeiter sie am Bahnhof nicht als Schauspielerin und fuhr, ohne sie abgeholt zu haben, zurück zum Studio. Auch während der Dreharbeiten zu ihrem ersten Film wurde Davis nicht ernst genommen. So soll Produktionschef Carl Laemmle junior gesagt haben, sie hätte „in etwa so viel Sexappeal wie Slim Summerville“.
Davis war es wichtig, durch ihre schauspielerischen Fähigkeiten aufzufallen und weniger durch ihr Aussehen, und so sagte sie einmal: „Mir war es immer egal, wie ich aussah, solange ich nur wie meine Figur aussah.“ Sie bewies bei der Darstellung einiger ihrer Filmcharaktere wiederholt Mut zur Hässlichkeit. Für ihre Darstellung der Baby Jane Hudson schminkte sie sich zum Beispiel selbst, weil sie überzeugt war, dass niemand sich trauen würde, sie ausreichend hässlich zu schminken. Für den Film Günstling einer Königin ließ sie sich Haare und Augenbrauen abrasieren, als das Drehbuch dies erforderte, und ihre Todesszene in Of Human Bondage kommentierte sie einmal mit den Worten: „Die letzten Phasen von Tuberkulose, Armut und Vernachlässigung sind nicht schön und ich beabsichtige, überzeugend auszusehen.“

### Rollenwahl
Noch mehr als durch ihr Erscheinungsbild fiel Davis durch ihre unkonventionelle Rollenwahl auf. Spielte sie zu Beginn ihrer Karriere noch typische naive Mädchen, erkannte man nach ihrer Darstellung der Mildred in Of Human Bondage ihr Talent als Charakterdarstellerin. Damit hatte sie ein Alleinstellungsmerkmal inne, denn die meisten Schauspielerinnen schlugen damals Rollen von unsympathischen, moralisch fragwürdigen Charakteren aus, weil sie einen Imageschaden befürchteten. Davis spielte in der Folgezeit willensstarke, ehrgeizige, zum Teil neurotische und bisweilen macht- und geldhungrige Charaktere. Sie verkörperte unter anderem eine Prostituierte in Mord im Nachtclub, eine verlogene Mörderin in Das Geheimnis von Malampur und eine berechnende Erpresserin und Mörderin in Die kleinen Füchse. Auf einem Filmplakat, für Der Stachel des Bösen wurde sie einmal mit den Worten beworben: „Niemand ist so gut wie Bette Davis, wenn sie böse ist.“
Kennzeichnend war ferner, dass Davis häufig Persönlichkeiten spielte, die älter waren als sie selbst, wie zum Beispiel in Das grüne Korn oder Günstling einer Königin. In letzterem spielte sie die sechzigjährige Elisabeth I., obwohl sie zu Beginn der Dreharbeiten selbst erst 31 Jahre alt war. Als in den 1960er Jahren die Rollenangebote ausblieben, wagte sie den Schritt zum Horrorgenre und wurde damit zur Vorreiterin für viele weitere alternde Hollywoodstars. Wieder waren es die Darstellungen besonders bösartiger beziehungsweise psychisch kranker Figuren, die ihr neue Anerkennung in Hollywood einbrachten.
Davis muss sich rückblickend auf ihre Karriere allerdings auch den Vorwurf gefallen lassen, manche ihrer Rollen nicht optimal ausgesucht zu haben. So lehnte sie Angebote für später erfolgreiche Filme ab, etwa Solange ein Herz schlägt und African Queen. Stattdessen wirkte sie in von Kritikern verrissenen beziehungsweise vom Publikum missachteten Filmen mit – etwa Trügerische Leidenschaft und Winter Meeting – obwohl sie als eine der zu diesem Zeitpunkt einflussreichsten Schauspielerinnen Hollywoods durchaus hätte ablehnen können.

### Ausdrucksmittel

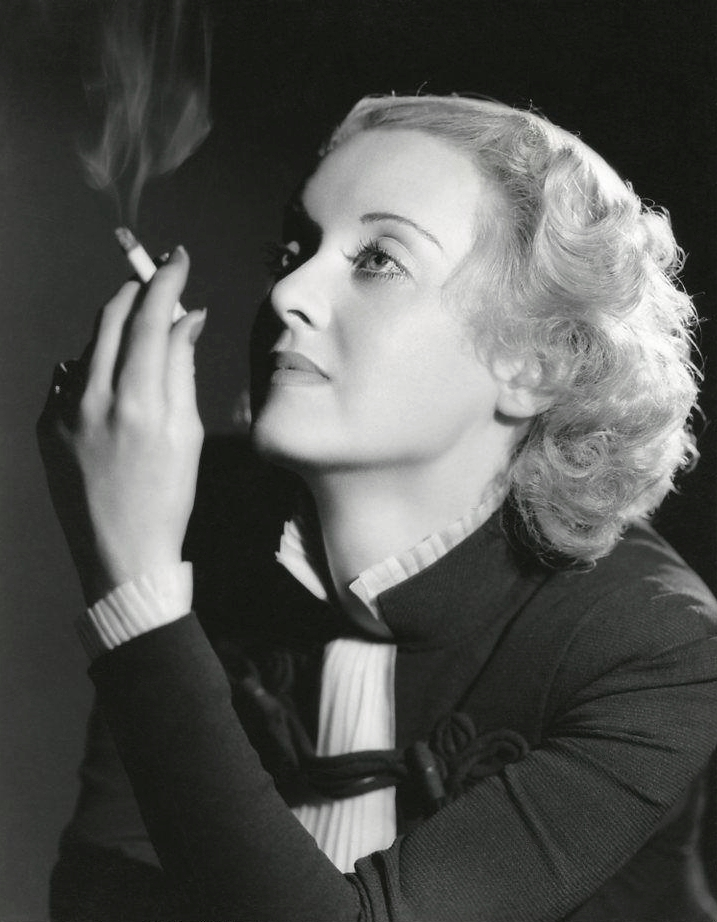
Davis mit der obligatorischen Zigarette (1934)

Davis’ stärkstes Ausdrucksmittel waren ihre großen, herausstechenden Augen, die in vielen Filmen durch Make-up und Kameraeinstellungen besonders betont wurden. Für viele Filmkenner gilt sie noch heute als „Königin des bösen Blicks“. Außerdem spielten Zigaretten in ihren Filmen eine große Rolle, sodass sie häufig rauchende Charaktere darstellte. In Filmen wie Alles über Eva oder Vertauschtes Glück zelebriert sie das Rauchen geradezu. Ihre wohl bekannteste Raucherszene, die in der Folgezeit auch häufig nachgespielt und parodiert wurde, stammt aus dem Film Reise aus der Vergangenheit. Paul Henreid zündet sich darin zwei Zigaretten gleichzeitig an, für eine kurze Zeit hält er beide zwischen den Lippen, bevor er eine an Davis weitergibt. Gegenüber ihrer Biografin Charlotte Chandler gab Davis an: „Zigaretten waren für meine Charaktere sehr wichtig […] die Zigarette war meine Charaktere-Stütze. […] Ich setzte sie ein, um Zorn zu demonstrieren, um ein Argument anzubringen oder eine Reaktion zu unterstreichen, um Nervosität auszudrücken.“
Davis war stets bemüht, ihre Charaktere besonders authentisch wirken zu lassen. 1935 schrieb E. Annot Robertson in der Picture Post dazu: „Ich denke, Bette Davis wäre wahrscheinlich als Hexe verbrannt worden, wenn sie zwei- oder dreihundert Jahre früher gelebt hätte. Sie gibt einem das seltsame Gefühl, mit einer Kraft aufgeladen zu sein, die keinen gewöhnlichen Ausgang findet.“ Ihr Spiel bestach vor allem durch Körperlichkeit; hysterische Anfälle und starke Gefühlsausbrüche stellten keine Seltenheit dar. Der Filmhistoriker Gene Ringgold sagte über ihr Schauspiel: „Zwei Arten von Schauspielern gibt es, solche, die durch handwerkliches Können ideale Projektionsflächen für das Publikum schaffen. Und andere, die den Zuschauer durch die schiere Macht ihrer Persönlichkeit überwältigen. Bette Davis gehörte zu den Letzteren, verließ sich aber nicht allein auf ihr Charisma; das Handwerk erlernte sie nach und nach. Intelligenz, harte Arbeit, Disziplin, Unerschrockenheit, Ehrgeiz – das sind die Botschaften ihrer langen Karriere.“

### Publikum und Anhängerschaft
Der Großteil von Davis’ über einhundert Filmen wurde für ein vorwiegend weibliches Publikum produziert. Gerade während der 1930er Jahre und im Krieg waren Melodramen gefragt, die das Publikum den Alltag vergessen ließen. Davis entwickelte sich dabei durch ihr selbstbewusstes Auftreten in ihren Filmen zu einem Vorbild für viele Frauen. Eine Ausnahme bildete zum Beispiel der zeitgenössische Boxfilm Kid Galahad – mit harten Fäusten, hier konnte sie sich auch beim männlichen Publikum einen Namen machen.
Mit ihren Auftritten in Horrorfilmen in den 1960er und 1970er Jahren erregte Davis vor allem bei Genreliebhabern Aufmerksamkeit. Sie war auch eine Ikone in der amerikanischen Schwulenszene. Häufig wurde sie von in den Vereinigten Staaten bekannten Travestiekünstlern wie Charles Pierce oder Tracey Lee imitiert. Neue Bekanntheit gerade bei der jüngeren Generation erlangte sie ohne eigenes Zutun durch Kim Carnes’ Welthit Bette Davis Eyes. Der Titel wurde 1981 in insgesamt 31 Ländern zur Nummer eins in den Charts.
Große Beachtung fanden ab den 1970er Jahren auch Talkshows und Bühnenpräsentationen, in denen Davis auftrat, um eines ihrer Bücher vorzustellen oder über ihr Leben zu erzählen. So war unter anderem ihr Auftritt bei der New Yorker Bühnenpräsentation Great Ladies of the American Cinema so erfolgreich, dass sie anschließend mit dem Programm Bette Davis in Person und Film auf Tour nach Australien und Europa ging. Das Publikum schätzte ihre direkte und ehrliche Art. Durch ihre vielen Reisen ins Ausland besaß Davis auch außerhalb der Vereinigten Staaten eine beachtliche Fangemeinde. Auch das Buch My Mother’s Keeper ihrer Tochter tat ihrer Beliebtheit keinen Abbruch.

### Image, Ruf und Eskapaden
Spätestens nach ihrem Rechtsstreit mit Warner Brothers im Jahr 1936 hatte Davis in Hollywood den Ruf, anspruchsvoll in Bezug auf die Produktionsbedingungen ihrer Filme zu sein. Häufig befand sie Drehbücher für schlecht und Regisseure sowie andere Darsteller für untalentiert. Bekannt sind ihre Auseinandersetzungen mit Miriam Hopkins, Susan Hayward, Jim Davis, Faye Dunaway und weiteren. Sogar mit William Wyler, dem Mann, den sie am meisten verehrte, stritt sie sich bei den Dreharbeiten zu Die kleinen Füchse so heftig, dass es anschließend zu keiner weiteren Zusammenarbeit zwischen den beiden kam. Bei den Dreharbeiten zu Die Giftspritze ließ Davis sogar den Regisseur Alvin Rakoff nach einigen Drehtagen austauschen.

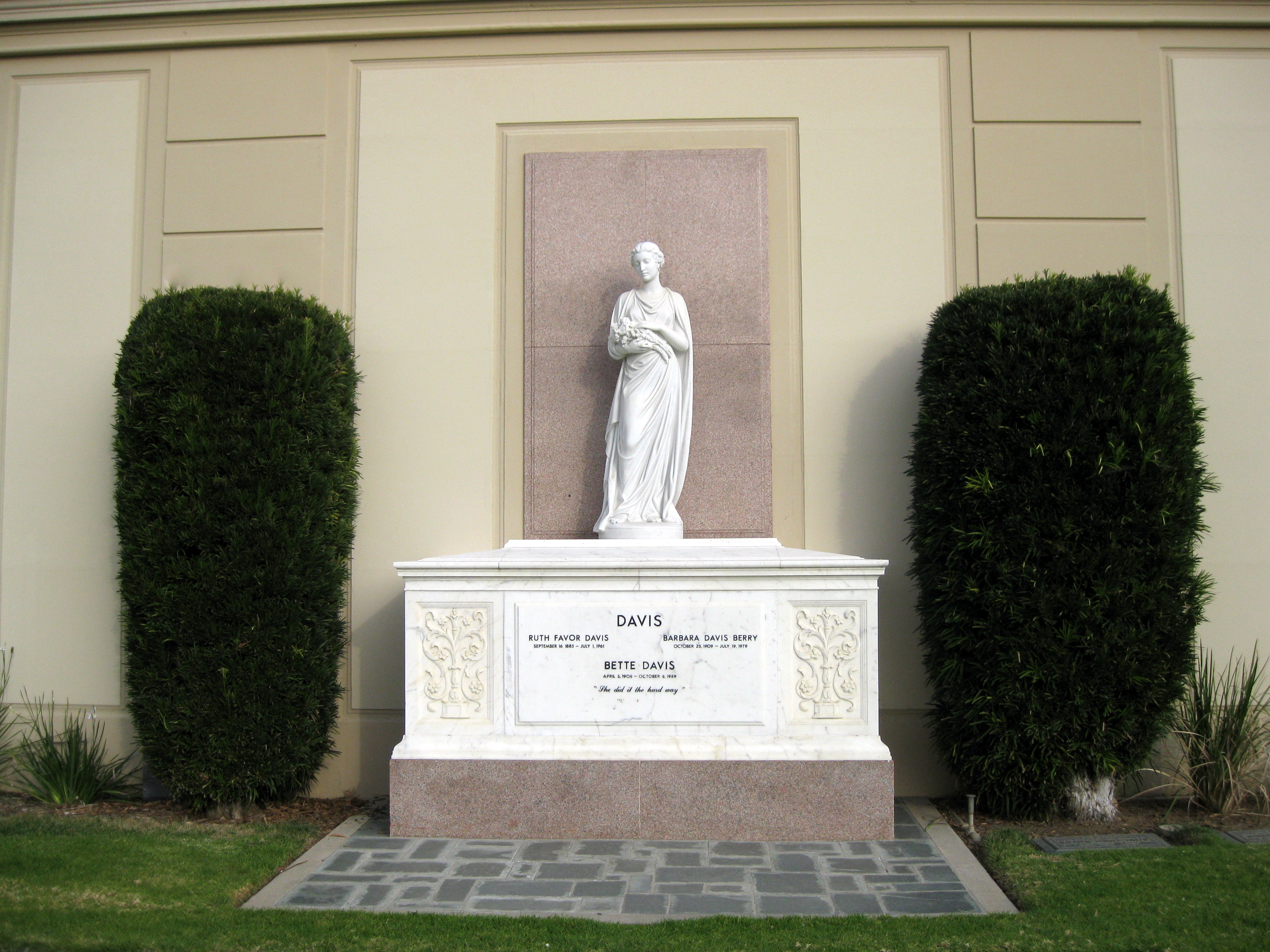
Grab von Bette Davis auf dem Forest Lawn Memorial Park Hollywood Hills

Die Medien spekulierten über die Jahre immer wieder über Rivalitäten zwischen Bette Davis und Joan Crawford. Gemäß Davis soll es zumindest während der gemeinsamen Dreharbeiten zu Was geschah wirklich mit Baby Jane? zu keinen offenen Konflikten gekommen sein. In ihrem Buch This ’n That äußerte sie sich: „Fehde ist ein Hollywood-Wort. Haben Bette Davis und Joan Crawford jemals gestritten während der Dreharbeiten zu Was geschah wirklich mit Baby Jane? Nein!“.
Bette Davis konnte jedoch auch sehr zuvorkommend und selbstlos gegenüber ihren Co-Stars sein. Während der Arbeiten zu Vertauschtes Glück aus dem Jahr 1941 sorgte Davis persönlich dafür, dass die Rolle von Mary Astor, die zunächst nur als stereotype andere Frau das Glück zwischen Bette Davis und George Brent stören sollte, ausgebaut und interessanter gestaltet wurde. Am Ende gewann Mary Astor den Oscar als beste Nebendarstellerin und dankte während der Zeremonie explizit zwei Menschen – Bette Davis und Pjotr Iljitsch Tschaikowski. Bette Davis war mit etlichen Kollegen aus der Filmbranche zeitlebens eng befreundet, so mit Olivia de Havilland, Geraldine Fitzgerald, George Brent, Anne Baxter und Natalie Wood.

## Filmografie

### Kinofilme
- 1931: The Bad Sister
- 1931: Meine Kinder – mein Glück (Seed)
- 1931: Waterloo Bridge
- 1932: Way Back Home
- 1932: The Menace
- 1932: Hell’s House
- 1932: The Man Who Played God
- 1932: So Big
- 1932: The Rich Are Always With Us
- 1932: The Dark Horse
- 1932: Die Hütte im Baumwollfeld (The Cabin in the Cotton)
- 1932: Three on a Match
- 1932: 20.000 Jahre in Sing Sing (20,000 Years in Sing Sing)
- 1933: Parachute Jumper
- 1933: The Working Man
- 1933: Verschollen in New York (Bureau of Missing Persons)
- 1933: Spätere Heirat ausgeschlossen (Ex-Lady)
- 1934: The Big Shakedown
- 1934: Liebe ohne Zwirn und Faden (Fashions of 1934)
- 1934: Ein feiner Herr (Jimmy the Gent)
- 1934: Nebel über Frisco (Fog Over Frisco)
- 1934: Of Human Bondage
- 1934: Housewife
- 1935: Stadt an der Grenze (Bordertown)
- 1935: The Girl from 10th Avenue
- 1935: Die Frau auf Seite 1 (Front Page Woman)
- 1935: Special Agent
- 1935: Dangerous
- 1936: Der versteinerte Wald (The Petrified Forest)
- 1936: The Golden Arrow
- 1936: Der Satan und die Lady (Satan Met a Lady)
- 1937: Mord im Nachtclub (Marked Woman)
- 1937: Kid Galahad – Mit harten Fäusten (Kid Galahad)
- 1937: That Certain Woman
- 1937: It’s Love I’m After
- 1938: Jezebel – Die boshafte Lady (Jezebel)
- 1938: Drei Schwestern aus Montana (The Sisters)
- 1939: Opfer einer großen Liebe (Dark Victory)
- 1939: Juarez
- 1939: Die alte Jungfer (The Old Maid)
- 1939: Günstling einer Königin (The Private Lives of Elizabeth and Essex)
- 1940: Hölle, wo ist dein Sieg (All This, and Heaven Too)
- 1940: Das Geheimnis von Malampur (The Letter)
- 1941: Vertauschtes Glück (The Great Lie)
- 1941: Shining Victory (nicht im Abspann erwähnt)
- 1941: Die Braut kam per Nachnahme (The Bride Came C.O.D.)
- 1941: Die kleinen Füchse (The Little Foxes)
- 1942: Der Mann, der zum Essen kam (The Man Who Came to Dinner)
- 1942: Ich will mein Leben leben (In This Our Life)
- 1942: Reise aus der Vergangenheit (Now, Voyager)
- 1943: Die Wacht am Rhein (Watch on the Rhine)
- 1943: Thank Your Lucky Stars (als sie selbst)
- 1943: In Freundschaft verbunden (Old Acquaintance)
- 1944: Das Leben der Mrs. Skeffington (Mr. Skeffington)
- 1944: Hollywood Canteen (als sie selbst)
- 1945: Das grüne Korn (The Corn Is Green)
- 1946: Die große Lüge (A Stolen Life)
- 1946: Trügerische Leidenschaft (Deception)
- 1948: Winter Meeting
- 1948: Die Braut des Monats (June Bride)
- 1949: Der Stachel des Bösen (Beyond the Forest)
- 1950: Alles über Eva (All About Eve)
- 1951: Die Ehrgeizige (Payment on Demand)
- 1951: Gift für den Anderen (Another Man’s Poison)
- 1952: Ein Fremder ruft an (Phone Call from a Stranger) (Cameo-Auftritt)
- 1952: The Star
- 1955: Die jungfräuliche Königin (The Virgin Queen)
- 1956: Mädchen ohne Mitgift (The Catered Affair)
- 1956: Storm Center
- 1958: Der Sündenbock (The Scapegoat)
- 1959: Beherrscher der Meere (John Paul Jones)
- 1961: Die unteren Zehntausend (Pocketful of Miracles)
- 1962: Was geschah wirklich mit Baby Jane? (What Ever Happened to Baby Jane?)
- 1963: Die Nackte (La noia)
- 1964: Der schwarze Kreis (Dead Ringer)
- 1964: Wohin die Liebe führt (Where Love Has Gone)
- 1964: Wiegenlied für eine Leiche (Hush … Hush, Sweet Charlotte)
- 1965: War es wirklich Mord? (The Nanny)
- 1968: Die Giftspritze (The Anniversary)
- 1970: Das Durchgangszimmer (Connecting Rooms)
- 1971: Bunny und Bill (Bunny O’Hare)
- 1972: Teuflisches Spiel (Lo scopone scientifico)
- 1976: Landhaus der toten Seelen (Burnt Offerings)
- 1978: Der Sieg der Sternenkinder (Return from Witch Mountain)
- 1978: Tod auf dem Nil (Death on the Nile)
- 1978: Die Kinder von Sanchez (The Children of Sanchez) (nicht im Abspann erwähnt)
- 1980: Schrei der Verlorenen (The Watcher in the Woods)
- 1987: Wale im August (The Whales of August)
- 1989: Tanz der Hexen (Wicked Stepmother)

### Fernsehauftritte (Auswahl)
- 1952, 1960, 1962, 1964 und 1965: What’s My Line? (amerikanische Variante von Was bin ich?; jeweils als Mystery Guest)
- 1956: The 20th Century-Fox Hour (Fernsehserie, Gastauftritt Staffel 1 Folge 10)
- 1956: Person to Person (Talkshow)
- 1957: Schlitz Playhouse of Stars (Fernsehserie, Gastauftritt Staffel 6 Folge 26)
- 1957: The Ford Television Theatre (Fernsehserie, Gastauftritt Staffel 5 Folge 30)
- 1957: Telephone Time (Fernsehserie, Gastauftritt Staffel 2 Folge 31)
- 1957–1958: General Electric Theater (Fernsehserie, Gastauftritte Staffel 5 Folge 24 und Staffel 6 Folge 27)
- 1958: Studio 57 (Fernsehserie, Gastauftritt Staffel 4 Folge 20)
- 1958: Suspicion (Fernsehserie, Gastauftritt Staffel 1 Folge 28)
- 1958: The Dinah Shore Chevy Show (Variety-Show)
- 1959: Alfred Hitchcock Presents (Fernsehserie, Gastauftritt Staffel 4 Folge 16)
- 1959: The DuPont Show with June Allyson (Fernsehserie, Gastauftritt Staffel 1 Folge 2)
- 1959 und 1961: Wagon Train (Fernsehserie, Gastauftritte Staffel 2 Folge 18, Staffel 3 Folge 5 und Staffel 5 Folge 12)
- 1962: Die Leute von der Shiloh Ranch (The Virginian) (Fernsehserie, Gastauftritt Staffel 1 Folge 13)
- 1962, 1972, 1983, 1986 und 1988: The Tonight Show (NBC Late-Night-Show)
- 1963: Perry Mason (Fernsehserie, Gastauftritt Staffel 6 Folge 16)
- 1964: The Andy Williams Show (Variety-Show)
- 1965: The Decorator (unveröffentlichter Pilotfilm)
- 1966: Rauchende Colts (Gunsmoke) (Fernsehserie, Gastauftritt Staffel 12 Folge 3)
- 1970: Ihr Auftritt, Al Mundy (It Takes a Thief) (Fernsehserie, Gastauftritt Staffel 3 Folge 17)
- 1970 und 1971: The Dick Cavett Show (ABC Late-Night-Show)
- 1972: In den Fängen der Madame Sin (Madame Sin) (Pilotfilm)
- 1972: The Judge and Jake Wyler (Pilotfilm)
- 1973: Scream, Pretty Peggy (Fernsehfilm)
- 1973: The Dean Martin Show (Variety-Show)
- 1973: ABC’s Wide World of Entertainment (Gastgeberin der Episode Warner Bros. Movies: A 50 Year Salute)
- 1974: Hello Mother, Goodbye! (Fernsehfilm)
- 1976: The Disappearance of Aimee (Fernsehfilm)
- 1976: V.I.P.-Schaukel (Talkshow)
- 1977: Dinah! (Talkshow)
- 1978: The Dark Secret Of Harvest Home (Miniserie)
- 1979: Heimkehr einer Fremden (Strangers: The Story of a Mother and Daughter) (Fernsehfilm)
- 1980: White Mama (Fernsehfilm)
- 1980: Julie erobert den Himmel (Skyward) (Fernsehfilm)
- 1981: Die Lady (Family Reunion) (Fernsehfilm)
- 1982: Ein Piano für Mrs. Cimino (A Piano for Mrs. Cimino) (Fernsehfilm)
- 1982: Kleine Gloria – Armes reiches Mädchen (Little Gloria… Happy at Last) (Fernsehfilm)
- 1983: Am Ende des Weges (Right of Way) (Fernsehfilm)
- 1983: Hotel (Pilotfilm für die spätere Fernsehserie)
- 1985: Mord mit doppeltem Boden (Murder with Mirrors) (Fernsehfilm)
- 1986: As Summers Die (Fernsehfilm)
- 1988: Larry King Live (Talkshow)

### Theaterauftritte (Auswahl)
Auftritte von Bette Davis am New Yorker Broadway:
- 1929: The Earth Between (Provincetown Playhouse; Rolle: Floy Jennings)
- 1929: Ritz Theatre (Ritz Theatre; Rolle: Elaine Bumpsted)
- 1930: Solid South (Lyceum Theatre; Rolle: Bam)
- 1952: Two’s Company (Alvin Theatre; Musical-Revue)
- 1960: The World of Carl Sandburg (Henry Miller’s Theatre)
- 1961: The Night of the Iguana (Royale Theatre; Rolle: Maxine Faulk)

### Radioauftritte (Auswahl)
Ab Mitte der 1930er Jahre wirkte Bette Davis, wie viele andere Hollywood-Schauspieler auch, in Radiosendungen als Sprecherin diverser Hörspielproduktionen mit, mitunter handelte es sich dabei um Adaptionen ihrer zuvor gedrehten Filme.
- 30. März 1936: Bought And Paid For (Lux Radio Theatre)
- 17. Mai 1937: Another Language (Lux Radio Theatre; gemeinsam mit Fred MacMurray)
- 28. Februar 1938: Forsaking All Others (Lux Radio Theatre; gemeinsam mit Joel McCrea)
- 8. Januar 1940: Dark Victory (Lux Radio Theatre; gemeinsam mit Spencer Tracy)
- 14. Januar 1940: This Lonely Heart (Screen Guild Theatre)
- 10. März 1940: Ballerina, Slightly with Accent (Screen Guild Theatre; gemeinsam mit William Powell)
- 21. April 1941: The Letter (Lux Radio Theatre; gemeinsam mit Herbert Marshall und James Stephenson)
- 15. Dezember 1941: All This and Heaven Too (Lux Radio Theatre; gemeinsam mit Charles Boyer)
- 6. März 1944: The Letter (Lux Radio Theatre; gemeinsam mit Vincent Price und Herbert Marshall)
- 10. Januar 1944: Watch on the Rhine (Screen Guild Theatre; gemeinsam mit Paul Lukas)
- 6. August 1945: The Little Foxes (Screen Guild Theatre)
- 1. Oktober 1945: Mr. Skeffington (Lux Radio Theatre)
- 11. Februar 1946: Now. Voyager (Lux Radio Theatre; gemeinsam mit Gregory Peck)
- 25. August 1947: A Stolen Life (Lux Radio Theatre; gemeinsam mit Glenn Ford)
- 29. August 1949: June Bride (Lux Radio Theatre; gemeinsam mit James Stewart)
- 3. September 1951: Payment on Demand (Lux Radio Theatre; gemeinsam mit Barry Sullivan)
- 1. Oktober 1951: All About Eve (Lux Radio Theatre; gemeinsam mit Gary Merrill und Anne Baxter)

## Auszeichnungen und Ehrungen

### Schauspielerische Auszeichnungen
Oscar
1962 war Davis die erste Person, die zehn Oscar-Nominierungen als beste Schauspielerin oder bester Schauspieler auf sich vereinigen konnte. Lediglich Meryl Streep, Katharine Hepburn, Jack Nicholson und Laurence Olivier konnten dies zu einem späteren Zeitpunkt ebenfalls erreichen oder übertreffen. Als erste Schauspielerin wurde sie fünf Jahre hintereinander für den Oscar nominiert (1939–1943), was nach ihr lediglich Greer Garson in der Zeit von 1942 bis 1946 schaffte.
Nach Bette Davis Tod kaufte Steven Spielberg ihre beiden Trophäen für 207.000 US-Dollar bzw. 578.000 US-Dollar und gab sie anschließend der Academy of Motion Picture Arts and Sciences zurück.
- 1935 – sog. Write-In-Nominierung für Of Human Bondage als beste Darstellerin (Die Academy of Motion Picture Arts and Sciences zählt Davis lediglich als write-in Kandidatin und somit nicht zu den offiziellen drei Nominierungen für die Beste Darstellerin des Jahres)
- 1936 – Gewonnen für Dangerous als beste Hauptdarstellerin
- 1939 – Gewonnen für Jezebel – Die boshafte Lady als beste Hauptdarstellerin
- 1940 – Nominierung für Opfer einer großen Liebe als beste Hauptdarstellerin
- 1941 – Nominierung für Das Geheimnis von Malampur als beste Hauptdarstellerin
- 1942 – Nominierung für Die kleinen Füchse als beste Hauptdarstellerin
- 1943 – Nominierung für Reise aus der Vergangenheit als beste Hauptdarstellerin
- 1945 – Nominierung für Das Leben der Mrs. Skeffington als beste Hauptdarstellerin
- 1951 – Nominierung für Alles über Eva als beste Hauptdarstellerin
- 1953 – Nominierung für The Star als beste Hauptdarstellerin
- 1963 – Nominierung für Was geschah wirklich mit Baby Jane? als beste Hauptdarstellerin

Emmy
- 1979 – Gewonnen für Heimkehr einer Fremden als beste Hauptdarstellerin in einer Miniserie oder einem Fernsehfilm
- 1980 – Nominierung für White Mama als beste Hauptdarstellerin in einer Miniserie oder einem Fernsehfilm
- 1983 – Nominierung für Kleine Gloria – Armes reiches Mädchen als beste Nebendarstellerin in einer Miniserie oder einem Fernsehfilm

Golden Globe Award
- 1951 – Nominierung für Alles über Eva als beste Hauptdarstellerin – Drama
- 1962 – Nominierung für Die unteren Zehntausend als beste Hauptdarstellerin – Komödie oder Musical
- 1963 – Nominierung für Was geschah wirklich mit Baby Jane? als beste Hauptdarstellerin – Drama

British Film Academy Award
- 1964 – Nominierung für Was geschah wirklich mit Baby Jane? als beste ausländische Darstellerin

CableACE Award
- 1984 – Nominierung für Am Ende des Weges als beste Darstellerin in einer Miniserie oder einem Fernsehfilm
- 1987 – Nominierung für As Summers Die als beste Darstellerin in einer Miniserie oder einem Fernsehfilm

Internationale Filmfestspiele von Cannes
- 1950 – Gewonnen für Alles über Eva als beste Darstellerin

Laurel Award
- 1963 – 3. Platz für Was geschah wirklich mit Baby Jane? als beste Hauptdarstellerin in einem Drama
- 1965 – Gewonnen für Wiegenlied für eine Leiche als beste Hauptdarstellerin in einem Drama

New York Film Critics Circle Award
- 1950 – Gewonnen für Alles über Eva als beste Hauptdarstellerin

Nymphe d’Or
- 1983 – Gewonnen für Ein Piano für Mrs. Cimino als beste Darstellerin

Saturn Award
- 1976 – Gewonnen für Landhaus der toten Seelen als beste Nebendarstellerin

Internationale Filmfestspiele von Venedig
- 1937 – Gewonnen für Mord im Nachtclub als beste Darstellerin[112]

### Ehrenauszeichnungen

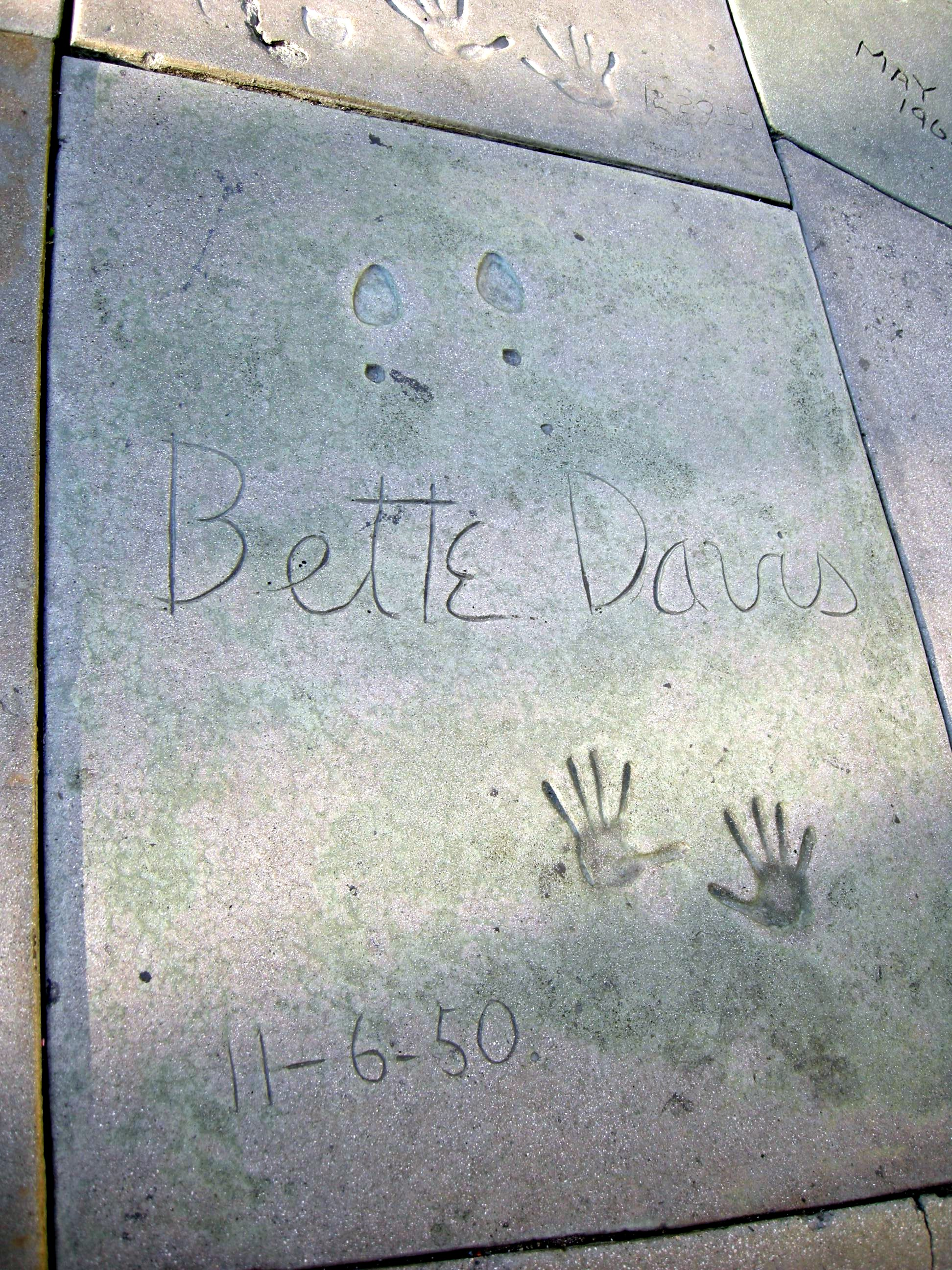
Bette Davis’ Abdrücke vor Grauman’s Chinese Theatre

Bette Davis wurde im Laufe ihrer Karriere vielfach für ihre besonderen Leistungen ausgezeichnet. Ihre erste Auszeichnung als Schauspielerin überhaupt erhielt sie 1932 als „Star of Tomorrow“ als einer der vielversprechendsten zukünftigen Stars zusammen mit Joan Blondell und Ginger Rogers. 1941 und 1963 wurde Davis mit dem Golden Apple Award ausgezeichnet, einem Preis, der an Schauspieler verliehen wird, die sich in Zusammenarbeit mit der Presse besonders kooperativ gezeigt haben. Am 6. November 1950 durfte sich Davis mit ihren Hand- und Fußabdrücken im Vorhof von Grauman’s Chinese Theatre verewigen.
Für ihr Lebenswerk wurde Davis erstmals 1974 mit dem Cecil B. deMille Award geehrt. 1977 bekam Davis als erste Frau den Life Achievement Award des American Film Institutes verliehen. Im Jahr 1982 wurde Davis die Ehre zuteil, mit der Distinguished Civilian Service Medal die höchste zivile Auszeichnung des Verteidigungsministeriums der Vereinigten Staaten zu erhalten. Die Medaille würdigte ihre umfangreiche Mitarbeit am Projekt Hollywood Canteen während des Zweiten Weltkriegs. In der Folgezeit häuften sich die Preise für Davis’ Werk. So erhielt sie unter anderem den Award of Excellence des Film Advisory Boards (1982), den Crystal Award (1983), den Life Achievement Award der American Theater Arts (1983) und den César d’honneur (1986). 1987 wurde Davis von der französischen Regierung zum Mitglied der Ehrenlegion für ihre Verdienste für den Film ernannt, im gleichen Jahr erhielt sie auch den Kennedy-Preis. In Davis’ letztem Lebensjahr folgten die Verleihung des Life Achievement Award der American Cinema Awards und des Donostia Lifetime Achievement Award auf dem San Sebastián International Film Festival.
Bette Davis hat zwei Sterne auf dem Hollywood Walk of Fame inne (6225 Hollywood Blvd. und 6233 Hollywood Blvd.). 1999 wählte sie das American Film Institute auf Platz zwei der 25 größten Hollywood-Schauspielerinnen des 20. Jahrhunderts, hinter Katharine Hepburn.
Der United States Postal Service ehrte Davis 2008, anlässlich ihres 100. Geburtstags mit einer Sondermarke. Die Marke zeigt ein Bild von Davis in ihrer Rolle als Margo Channing aus Alles über Eva.

## Filmdokumentationen
- The American Film Institute Salute to Bette Davis. Fernsehdokumentation, USA 1977, 90 Minuten
- Bette Davis – Ein im Grunde gutartiger Vulkan (Originaltitel: Bette Davis – A Basically Benevolent Volcano). Fernsehdokumentation, GBR/USA 1983, 60 Minuten
- All About Bette. Fernsehdokumentation von Susan F. Walker und David Ansen, USA 1994, 48 Minuten
- Bette Davis: Größer als das Leben. Fernsehdokumentation von Sabine Carbon, Deutschland 2017, 52 Minuten